# Danh sách tập phim Tensou Sentai Goseiger

Hình tiêu đề của Tensou Sentai Goseiger.

Ảnh bìa hộp DVD trọn bộ 50 tập được phát hành bởi hãng phim Phương Nam

Tensou Sentai Goseiger (tựa Việt: Chiến đội Thiên sứ Goseiger, hay Siêu nhân Thiên sứ) là bộ phim truyền hình thứ 34 nằm trong loạt Super Sentai - một loạt chuỗi phim thuộc thể loại Tokusatsu siêu anh hùng của Nhật Bản, do hãng phim Toei sản xuất.
Cốt truyện phim nói về 5 chiến binh Goseiger là những thành viên của một chi của loài người là "Hộ Tinh Thiên Sứ" (護星天使 Gosei Tenshi), người có nhiệm vụ bảo vệ Trái Đất. nhưng Trái Đất đang là mục tiêu của binh đoàn Warstar, những kẻ đã phá hủy Thiên Tháp (天の塔 Ten no Tō), lối thông giữa hai thế giới. Trong khi tìm cách quay về chiều không gian của mình, Goseiger phải bảo vệ Trái Đất khỏi Warstar và các tổ chức ma quỷ khác. 
Tổng cộng 50 tập phim Tensou Sentai Goseiger đã được phát sóng trên kênh TV Asahi vào 7 giờ 30 sáng Chủ Nhật hàng tuần từ ngày 14 tháng 2 năm 2010 đến 6 tháng 2 năm 2011. Ngoài ra bộ phim cũng có một số tập phim ngoại truyện gồm Tensou Sentai Goseiger: Epic On The Movie, kết hợp với siêu nhân từ các bộ phim khác của loạt Super Sentai là "Tensou Sentai Goseiger vs. Shinkenger: Epic on Ginmaku và Gokaiger Goseiger Super Sentai 199 Hero Daikessen nhằm kỷ niệm 35 năm Super Sentai. 
Tại Việt Nam, Hãng phim Phương Nam là đơn vị phát hành trọn vẹn bộ phim với tên gọi 'Goseiger- Siêu nhân Thiên sứ' theo 3 mệnh giá: 16.000 đồng cho VCD lẻ và 28.000 đồng cho DVD lẻ. Giá của bộ DVD hộp là 378.000 đồng giảm xuống còn 105.000 đồng 1 hộp trọn bộ. Năm 2011, công ty Saban Entertainment của Mỹ đã dựa trên Tensou Sentai Goseiger của Toei để sản xuất một bộ phim có mô-típ tương tự với tựa Power Rangers Mega Force.
Mỗi tập được gọi là "Thiên anh hùng ca".

## Tập phim
| Lưu ý | Lưu ý | Lưu ý | Lưu ý | Lưu ý | Lưu ý |
| --- | ----- | ----- | ----- | ----- | ----- |
| Tên các tập phim bằng tiếng Việt trong bài viết này được đặt theo tựa dịch phim từ thuyết minh viên Tuyết Mai trong đĩa của Hãng phim Phương Nam |       |       |       |       |       |

| | |                      |  |  |  |  |  |  |  |  |  |  |  |  |  |  |  |  |  |  |  |  |  |  |  |  |  |  |  |  |  |  |  |  |  |  |  |  |  |  |  |  |  |  |  |  |  |  |  |  |  |  |  |  |  |  |  |  |  |  |  |  |  |  |  |  |  |  |  |  |  |  |  |  |  |  |  |  |  |  |  |  |  |  |  |  |  |  |  |  |  |  |  |  |  |  |  |  |  |  |  |  |  |  |  |  |  |  |  |  |  |  |  |  |  |  |  |  |  |  |  |  |  |  |  |  |  |  |  |  |  |  |  |  |  |  |  |  |  |  |  |  |  |  |  |  |  |  |  |
| 01 | "Hộ tinh Thiên sứ" "Gosei Tenshi, Kōrin" (護星天使、降臨)                                           | 14 tháng 2 năm 2010  |  |  |  |  |  |  |  |  |  |  |  |  |  |  |  |  |  |  |  |  |  |  |  |  |  |  |  |  |  |  |  |  |  |  |  |  |  |  |  |  |  |  |  |  |  |  |  |  |  |  |  |  |  |  |  |  |  |  |  |  |  |  |  |  |  |  |  |  |  |  |  |  |  |  |  |  |  |  |  |  |  |  |  |  |  |  |  |  |  |  |  |  |  |  |  |  |  |  |  |  |  |  |  |  |  |  |  |  |  |  |  |  |  |  |  |  |  |  |  |  |  |  |  |  |  |  |  |  |  |  |  |  |  |  |  |  |  |  |  |  |  |  |  |  |  |  |  |
| Để chuẩn bị cho cuộc xâm lược Trái Đất, thủ lĩnh quân đội Warstar Mons Drake triển khai Dereputa , phó chỉ huy của mình , để phá hủy Tháp Thiên Đường và ngăn chặn các Thiên thần Gosei của Thế giới Gosei can thiệp. Mặc dù thành công, Dereputa vẫn bị tấn công bởi một trong số nhiều Thiên thần Hộ tinh đã có mặt trên Trái Đất, Alata của Bộ tộc Skick. Mười ngày sau, một cậu bé tên là Nozomu Amachi nhìn thấy Alata sử dụng sức mạnh của mình để giải cứu một đứa bé và kết bạn với cậu bé trước khi Alata rời đi, thả một lá bài trắng. Sau đó, Alata gia nhập bốn Thiên thần Hộ tinh, những người đã biến thành hình dạng các siêu nhân Thiên sứ của họ để chiến đấu với những người lính Bibi của Warstar , chỉ để nhận ra rằng anh ta đã làm mất lá bài mà anh ta cần để biến thành hình dạng của chính mình. Khi các đồng minh của anh ta đánh bại quái vật và mắng anh ta vì sự bất cẩn của mình, họ thấy rằng Nozomu đã theo dõi anh ta và cố gắng xóa ký ức của anh ta và giữ bí mật về sự tồn tại của họ. Tuy nhiên, Alata bảo lãnh cho Nozomu, nói rằng anh ta có thể tin tưởng được, và nhóm rời đi. Trong khi đó, Warstar cử một người lính tên là Mizogu tấn công con người. Các siêu nhân Thiên sứ cố gắng ngăn cản anh ta, nhưng anh ta đã bẫy tất cả trừ Alata. Nozomu đến để trả lại Alata tấm thẻ của anh ta, cho phép anh ta giúp các siêu nhân Thiên sứ khác giết Mizogu. Tuy nhiên, họ bị Dereputa đối đầu. | |                      |  |  |  |  |  |  |  |  |  |  |  |  |  |  |  |  |  |  |  |  |  |  |  |  |  |  |  |  |  |  |  |  |  |  |  |  |  |  |  |  |  |  |  |  |  |  |  |  |  |  |  |  |  |  |  |  |  |  |  |  |  |  |  |  |  |  |  |  |  |  |  |  |  |  |  |  |  |  |  |  |  |  |  |  |  |  |  |  |  |  |  |  |  |  |  |  |  |  |  |  |  |  |  |  |  |  |  |  |  |  |  |  |  |  |  |  |  |  |  |  |  |  |  |  |  |  |  |  |  |  |  |  |  |  |  |  |  |  |  |  |  |  |  |  |  |  |  |
| 02 | "Siêu nhân Thiên sứ tuyệt vời" "Fantasutikku Goseijā" (ファンタスティック・ゴセイジャー)            | 21 tháng 2 năm 2010  |  |  |  |  |  |  |  |  |  |  |  |  |  |  |  |  |  |  |  |  |  |  |  |  |  |  |  |  |  |  |  |  |  |  |  |  |  |  |  |  |  |  |  |  |  |  |  |  |  |  |  |  |  |  |  |  |  |  |  |  |  |  |  |  |  |  |  |  |  |  |  |  |  |  |  |  |  |  |  |  |  |  |  |  |  |  |  |  |  |  |  |  |  |  |  |  |  |  |  |  |  |  |  |  |  |  |  |  |  |  |  |  |  |  |  |  |  |  |  |  |  |  |  |  |  |  |  |  |  |  |  |  |  |  |  |  |  |  |  |  |  |  |  |  |  |  |  |
| Dereputa thông báo về sự xuất hiện của Warstar trước khi đột ngột rời đi. Alata giải thích anh ta là ai và anh ta đã làm gì với những người Goseiger khác trước khi dừng lại để đưa Nozomu về nhà. Trong quá trình đó, anh ta gặp cha của Nozomu, Shuichirou Amachi . Trong khi đó, nhóm siêu nhân Thiên sứ là Eri và Hyde của Bộ lạc Skick và Seaick lần lượt điều tra tàn tích của Tháp Thiên đường, nơi thủ lĩnh của họ là Master Head cố gắng liên lạc với họ về cách họ có thể quay trở lại Thế giới Gosei. Cuối cùng, Hyde biết về một đợt bùng phát năng lượng mặt trời sắp tới nhưng hiếm có có thể tạo điều kiện thuận lợi cho việc này. Ở một nơi khác, các thành viên Goseiger và anh chị em Bộ lạc Landick là Agri và Moune chiến đấu với một người lính Warstar khác tên là Zaruwaku, người được cử đến để bắt cóc con người. Sau khi liên lạc với các đồng minh của mình, Alata, Eri và Hyde tham gia cùng anh chị em giải cứu những người bị Zaruwaku bắt giữ trước khi đánh bại hắn. Tuy nhiên, chiến lược gia của Warstar là Buredoran đã cử Bibi Bugs đến để mở rộng Zaruwaku. Không nao núng, các Siêu nhân Thiên sứ mở khóa khả năng triệu hồi những cỗ máy Hộ tinh khổng lồ, chúng kết hợp lại để tạo thành mecha Gosei Great và giết Zaruwaku. Sau đó, Hyde sử dụng sức mạnh của mình để xóa ký ức của nạn nhân người ngoài hành tinh trong khi Master Head quan sát tiến trình của các chiến binh siêu nhân Thiên sứ. | |                      |  |  |  |  |  |  |  |  |  |  |  |  |  |  |  |  |  |  |  |  |  |  |  |  |  |  |  |  |  |  |  |  |  |  |  |  |  |  |  |  |  |  |  |  |  |  |  |  |  |  |  |  |  |  |  |  |  |  |  |  |  |  |  |  |  |  |  |  |  |  |  |  |  |  |  |  |  |  |  |  |  |  |  |  |  |  |  |  |  |  |  |  |  |  |  |  |  |  |  |  |  |  |  |  |  |  |  |  |  |  |  |  |  |  |  |  |  |  |  |  |  |  |  |  |  |  |  |  |  |  |  |  |  |  |  |  |  |  |  |  |  |  |  |  |  |  |  |
| 03 | "Nội bộ Thổ tộc chia rẽ" "Randikku Pawā, Bunretsu" (ランディックパワー、分裂)                       | 28 tháng 2 năm 2010  |  |  |  |  |  |  |  |  |  |  |  |  |  |  |  |  |  |  |  |  |  |  |  |  |  |  |  |  |  |  |  |  |  |  |  |  |  |  |  |  |  |  |  |  |  |  |  |  |  |  |  |  |  |  |  |  |  |  |  |  |  |  |  |  |  |  |  |  |  |  |  |  |  |  |  |  |  |  |  |  |  |  |  |  |  |  |  |  |  |  |  |  |  |  |  |  |  |  |  |  |  |  |  |  |  |  |  |  |  |  |  |  |  |  |  |  |  |  |  |  |  |  |  |  |  |  |  |  |  |  |  |  |  |  |  |  |  |  |  |  |  |  |  |  |  |  |  |
| Khi Skick Goseigers chuyển đến sống cùng Nozomu và trở thành trợ lý của Shuichirou, anh chị em Landick dựng trại cho riêng mình trên núi để họ có thể rèn luyện khả năng. Tuy nhiên, họ cãi nhau về kỹ năng chiến đấu của Mone trước khi cảm nhận được một người lính Warstar tên là Yuzeikusu đang chuẩn bị tấn công. Khi đồng minh của họ đến để giúp họ, Moune cố gắng tự mình chiến đấu với người ngoài hành tinh, chỉ để bị thương khi sử dụng một kỹ thuật Landick không hoàn hảo trước khi Agri buộc người ngoài hành tinh phải rút lui. Khi các anh chị em tiếp tục tranh cãi, Alata đề nghị tất cả họ chuyển đến nhà của Amachis, nhưng họ từ chối. Sau đó, Mone chạy đi chiến đấu với Yuzeikusu một lần nữa và chứng minh mình giỏi hơn Agri. Đồng thời, các đồng đội của cô ấy đi tìm cô ấy, trong thời gian đó Alata dạy Agri tầm quan trọng của việc có bạn bè. Họ sớm giải cứu Mone đang choáng ngợp và cùng cô ấy đánh bại Yuzeikusu. Sau khi giết chết người ngoài hành tinh đã to lớn, Hyde và anh chị em Landick chuyển đến sống cùng Amachis và Skick Goseigers. | |                      |  |  |  |  |  |  |  |  |  |  |  |  |  |  |  |  |  |  |  |  |  |  |  |  |  |  |  |  |  |  |  |  |  |  |  |  |  |  |  |  |  |  |  |  |  |  |  |  |  |  |  |  |  |  |  |  |  |  |  |  |  |  |  |  |  |  |  |  |  |  |  |  |  |  |  |  |  |  |  |  |  |  |  |  |  |  |  |  |  |  |  |  |  |  |  |  |  |  |  |  |  |  |  |  |  |  |  |  |  |  |  |  |  |  |  |  |  |  |  |  |  |  |  |  |  |  |  |  |  |  |  |  |  |  |  |  |  |  |  |  |  |  |  |  |  |  |  |
| 04 | "Hãy cất lên tiếng hát Thiên sứ" "Hibike, Tenshi no Uta" (響け、天使の歌)                           | 7 tháng 3 năm 2010   |  |  |  |  |  |  |  |  |  |  |  |  |  |  |  |  |  |  |  |  |  |  |  |  |  |  |  |  |  |  |  |  |  |  |  |  |  |  |  |  |  |  |  |  |  |  |  |  |  |  |  |  |  |  |  |  |  |  |  |  |  |  |  |  |  |  |  |  |  |  |  |  |  |  |  |  |  |  |  |  |  |  |  |  |  |  |  |  |  |  |  |  |  |  |  |  |  |  |  |  |  |  |  |  |  |  |  |  |  |  |  |  |  |  |  |  |  |  |  |  |  |  |  |  |  |  |  |  |  |  |  |  |  |  |  |  |  |  |  |  |  |  |  |  |  |  |  |
| Trong khi dọn dẹp nhà Amachis, anh em nhà Landick tìm thấy một máy chơi điện tử, sau đó nó sống dậy và tiết lộ tên của anh ta là Datas và anh ta được Master Head cử đến để giúp các siêu nhân Thiên sứ. Trong khi đó, Skick Goseigers bị tấn công bởi một người lính Warstar tên là Mazuarta, người đã đến Trái đất để chơi nhạc rock gây đau đớn. Do thính giác cực kỳ nhạy cảm của họ, cặp đôi này đã không đánh bại được người ngoài hành tinh trước khi anh ta rời đi. Cuối cùng, cặp đôi này trở về nhà, nơi bạn bè của họ cố gắng an ủi họ. Sau khi Datas phát hiện ra Mazuarta chiếm lấy một phòng hòa nhạc để phát nhạc của mình trên toàn cầu, Hyde và anh em nhà Landick đã rời đi để ngăn chặn anh ta, chỉ để Buredoran can thiệp. Tuy nhiên, Skick Goseigers đến và sử dụng tiếng hát của Eri để vô hiệu hóa âm nhạc của Mazuarta và phá hủy máy phát sóng của anh ta. Sau khi Hyde và anh em nhà Landick đẩy lùi Buredoran, cặp đôi này đã cùng họ đánh bại Mazuarta trước khi sử dụng mecha của họ để giết người ngoài hành tinh được phóng to. Sau đó, nhóm siêu nhân Thiên sứ đã thực hiện những nỗ lực không thành công trong việc liên lạc với Master Head. | |                      |  |  |  |  |  |  |  |  |  |  |  |  |  |  |  |  |  |  |  |  |  |  |  |  |  |  |  |  |  |  |  |  |  |  |  |  |  |  |  |  |  |  |  |  |  |  |  |  |  |  |  |  |  |  |  |  |  |  |  |  |  |  |  |  |  |  |  |  |  |  |  |  |  |  |  |  |  |  |  |  |  |  |  |  |  |  |  |  |  |  |  |  |  |  |  |  |  |  |  |  |  |  |  |  |  |  |  |  |  |  |  |  |  |  |  |  |  |  |  |  |  |  |  |  |  |  |  |  |  |  |  |  |  |  |  |  |  |  |  |  |  |  |  |  |  |  |  |
| 05 | "Hyde kỳ diệu" "Majikaru Haido" (マジカル・ハイド)                                                  | 14 tháng 3 năm 2010  |  |  |  |  |  |  |  |  |  |  |  |  |  |  |  |  |  |  |  |  |  |  |  |  |  |  |  |  |  |  |  |  |  |  |  |  |  |  |  |  |  |  |  |  |  |  |  |  |  |  |  |  |  |  |  |  |  |  |  |  |  |  |  |  |  |  |  |  |  |  |  |  |  |  |  |  |  |  |  |  |  |  |  |  |  |  |  |  |  |  |  |  |  |  |  |  |  |  |  |  |  |  |  |  |  |  |  |  |  |  |  |  |  |  |  |  |  |  |  |  |  |  |  |  |  |  |  |  |  |  |  |  |  |  |  |  |  |  |  |  |  |  |  |  |  |  |  |
| Master Head cố gắng liên lạc với Goseigers để cho họ biết cách triệu hồi cỗ máy Hộ tinh Headder ẩn trên Trái đất thông qua Datas, nhưng họ mất sóng. Ngay sau đó, Nozomu đến để thông báo cho họ về một dịch bệnh "Genius Cold" đang lan rộng khắp trường của anh ta. Sau đó, Hyde phát hiện ra một người lính Warstar tên là Ucyuseruzo đang tấn công một thường dân. Lớp giáp của người ngoài hành tinh tỏ ra quá khó để Hyde có thể xuyên thủng, nhưng Agri đến buộc Ucyuseruzo phải rút lui. Sau khi cặp đôi hỏi thường dân tại sao Ucyuseruzo lại tấn công cô, cô tự giới thiệu mình là Tiến sĩ Renko Shikishima và đưa họ đến gặp con trai mình, Kenichi, người đã bị nhiễm "Genius Cold" và biến thành một người lính Bibi. Khi những người khác đang giam giữ người bị nhiễm, Hyde sử dụng sức mạnh của mình để cải trang thành Renko và dụ Ucyuseruzo vào bẫy trước khi mượn rìu của Agri để làm suy yếu anh ta để anh ta có thể trích xuất huyết tương của mình để giúp Renko tạo ra thuốc chữa bệnh. Nhóm siêu nhân Thiên sứ sớm đánh bại Ucyuseruzo, nhưng Buredoran phục hồi áo giáp của anh ta trong khi phóng to anh ta. Người ngoài hành tinh chế ngự Gosei Great cho đến khi Hyde triệu hồi Seaick Brother Headders và kết hợp chúng với cỗ máy Hộ tinh để giết Ucyuseruzo. Sau đó, Renko chữa khỏi bệnh cho nạn nhân của người ngoài hành tinh trong khi Hyde và Agri bắt đầu hình thành sự hiểu biết lẫn nhau. | |                      |  |  |  |  |  |  |  |  |  |  |  |  |  |  |  |  |  |  |  |  |  |  |  |  |  |  |  |  |  |  |  |  |  |  |  |  |  |  |  |  |  |  |  |  |  |  |  |  |  |  |  |  |  |  |  |  |  |  |  |  |  |  |  |  |  |  |  |  |  |  |  |  |  |  |  |  |  |  |  |  |  |  |  |  |  |  |  |  |  |  |  |  |  |  |  |  |  |  |  |  |  |  |  |  |  |  |  |  |  |  |  |  |  |  |  |  |  |  |  |  |  |  |  |  |  |  |  |  |  |  |  |  |  |  |  |  |  |  |  |  |  |  |  |  |  |  |  |
| 06 | "Siêu nhân Thiên sứ đột phá" "Bureikuauto Goseijā" (ブレイクアウト・ゴセイジャー)                   | 21 tháng 3 năm 2010  |  |  |  |  |  |  |  |  |  |  |  |  |  |  |  |  |  |  |  |  |  |  |  |  |  |  |  |  |  |  |  |  |  |  |  |  |  |  |  |  |  |  |  |  |  |  |  |  |  |  |  |  |  |  |  |  |  |  |  |  |  |  |  |  |  |  |  |  |  |  |  |  |  |  |  |  |  |  |  |  |  |  |  |  |  |  |  |  |  |  |  |  |  |  |  |  |  |  |  |  |  |  |  |  |  |  |  |  |  |  |  |  |  |  |  |  |  |  |  |  |  |  |  |  |  |  |  |  |  |  |  |  |  |  |  |  |  |  |  |  |  |  |  |  |  |  |  |
| Alata cố gắng an ủi Nozomu khi biết cậu bé không thể thực hiện động tác đu xà, nhưng Nozomu bỏ chạy. Sau đó, Alata cùng những siêu nhân Thiên sứ khác đối đầu với một người lính Warstar tên là Hidou, nhưng bị choáng ngợp bởi tốc độ siêu phàm của anh ta. Alata sử dụng sức mạnh cảm biến gió của mình để làm tê liệt người ngoài hành tinh, nhưng Dereputa đã chế ngự anh ta trước khi người ngoài hành tinh rời đi. Trong khi những người khác luyện tập để làm chủ sức mạnh của Alata, Alata cố gắng thực hiện động tác hít xà cho Nozomu mặc dù anh ta bị thương cho đến khi Datas cảnh báo họ về sự trở lại của Hidou. Khi Alata chiến đấu và đánh bại Dereputa, những Siêu nhân Thiên sứ khác đã đánh bại Hidou. Tuy nhiên, Buredoran đã phóng to người ngoài hành tinh, người tỏ ra quá nhanh đối với Gosei Great. Quyết tâm của anh em nhà Landick giúp họ có khả năng triệu hồi Landick Brother Headders và kết hợp chúng với mecha để họ có thể giết Hidou. Sau đó, Alata thề sẽ luyện tập chăm chỉ hơn để đánh bại Dereputa một cách thỏa đáng trong khi Nozomu luyện tập thực hiện động tác đu xà với sự giúp đỡ của bạn bè. | |                      |  |  |  |  |  |  |  |  |  |  |  |  |  |  |  |  |  |  |  |  |  |  |  |  |  |  |  |  |  |  |  |  |  |  |  |  |  |  |  |  |  |  |  |  |  |  |  |  |  |  |  |  |  |  |  |  |  |  |  |  |  |  |  |  |  |  |  |  |  |  |  |  |  |  |  |  |  |  |  |  |  |  |  |  |  |  |  |  |  |  |  |  |  |  |  |  |  |  |  |  |  |  |  |  |  |  |  |  |  |  |  |  |  |  |  |  |  |  |  |  |  |  |  |  |  |  |  |  |  |  |  |  |  |  |  |  |  |  |  |  |  |  |  |  |  |  |  |
| 07 | "Hãy bảo vệ Trái Đất!" "Daichi wo Mamore!" (大地を護れ!)                                            | 21 tháng 3 năm 2010  |  |  |  |  |  |  |  |  |  |  |  |  |  |  |  |  |  |  |  |  |  |  |  |  |  |  |  |  |  |  |  |  |  |  |  |  |  |  |  |  |  |  |  |  |  |  |  |  |  |  |  |  |  |  |  |  |  |  |  |  |  |  |  |  |  |  |  |  |  |  |  |  |  |  |  |  |  |  |  |  |  |  |  |  |  |  |  |  |  |  |  |  |  |  |  |  |  |  |  |  |  |  |  |  |  |  |  |  |  |  |  |  |  |  |  |  |  |  |  |  |  |  |  |  |  |  |  |  |  |  |  |  |  |  |  |  |  |  |  |  |  |  |  |  |  |  |  |
| Trong khi đi mua sắm, Eri và Agri gặp một ông già tên là Jotaro, người đã đánh bại Agri trong một trận đấu vật sumo và đưa Eri về nhà cùng ông. Mặc dù biết được chuyện gì đã xảy ra, những Goseiger khác vẫn quyết định để Agri một mình trong khi ông làm những công việc chân tay cho Jotaro để đưa Eri trở về. Trong khi đó, Trong khi đi mua sắm, Eri và Agri gặp một ông già tên là Jotaro, người đã đánh bại Agri trong một trận đấu vật sumo và đưa Eri về nhà cùng ông. Mặc dù biết được chuyện gì đã xảy ra, những Goseiger khác vẫn quyết định để Agri một mình trong khi ông làm những công việc chân tay cho Jotaro để đưa Eri trở về. Trong khi đó, những Goseiger chiến đấu với một nhà khoa học Warstar tên là Abauta, người cho phép họ tấn công ông mà không cần đánh trả trước khi rời đi. Sau đó, Agri miễn cưỡng đưa Eri trở lại với Jotaro và tiếp tục công việc của mình, trong lúc đó cô để ý thấy một bức ảnh của người đàn ông với người vợ được cho là đã chết của ông, Sachiko. Ngày hôm sau, Eri thảo luận về những phát hiện của mình với Agri trước khi họ rời đi để cùng bạn bè ngăn chặn Abauta, kẻ đã quay trở lại để tiêu diệt mọi loài thực vật trên Trái đất. Mặc dù biết rằng ông đã thích nghi với phong cách chiến đấu của họ, Agri vẫn sử dụng các kỹ năng làm vườn mới học được của mình để đánh bại Abauta. Sau khi giết chết người ngoài hành tinh đã phóng to, Trong khi đi mua sắm, Eri và Agri gặp một ông già tên là Jotaro, người đã đánh bại Agri trong một trận đấu vật sumo và đưa Eri về nhà cùng ông. Mặc dù biết được chuyện gì đã xảy ra, những Goseiger khác vẫn quyết định để Agri một mình trong khi ông làm những công việc chân tay cho Jotaro để đưa Eri trở về. Trong khi đó, những Goseiger chiến đấu với một nhà khoa học Warstar tên là Abauta, người cho phép họ tấn công ông mà không cần đánh trả trước khi rời đi. Sau đó, Agri miễn cưỡng đưa Eri trở lại với Jotaro và tiếp tục công việc của mình, trong lúc đó cô để ý thấy một bức ảnh của người đàn ông với người vợ được cho là đã chết của ông, Sachiko. Ngày hôm sau, Eri thảo luận về những phát hiện của mình với Agri trước khi họ rời đi để cùng bạn bè ngăn chặn Abauta, kẻ đã quay trở lại để tiêu diệt mọi loài thực vật trên Trái đất. Mặc dù biết rằng ông đã thích nghi với phong cách chiến đấu của họ, Agri vẫn sử dụng các kỹ năng làm vườn mới học được của mình để đánh bại Abauta. Sau khi giết chết người ngoài hành tinh đã phóng to, đội siêu nhân Thiên sứ đã bị sốc khi biết Sachiko vẫn còn sống, đã trở về sau kỳ nghỉ, và Jotaro là một kẻ biến thái trước khi xóa ký ức của ông. | |                      |  |  |  |  |  |  |  |  |  |  |  |  |  |  |  |  |  |  |  |  |  |  |  |  |  |  |  |  |  |  |  |  |  |  |  |  |  |  |  |  |  |  |  |  |  |  |  |  |  |  |  |  |  |  |  |  |  |  |  |  |  |  |  |  |  |  |  |  |  |  |  |  |  |  |  |  |  |  |  |  |  |  |  |  |  |  |  |  |  |  |  |  |  |  |  |  |  |  |  |  |  |  |  |  |  |  |  |  |  |  |  |  |  |  |  |  |  |  |  |  |  |  |  |  |  |  |  |  |  |  |  |  |  |  |  |  |  |  |  |  |  |  |  |  |  |  |  |
| 08 | "Mất kiểm soát" "Gosei Pawā, Bōsō" (ゴセイパワー、暴走)                                             | 4 tháng 4 năm 2010   |  |  |  |  |  |  |  |  |  |  |  |  |  |  |  |  |  |  |  |  |  |  |  |  |  |  |  |  |  |  |  |  |  |  |  |  |  |  |  |  |  |  |  |  |  |  |  |  |  |  |  |  |  |  |  |  |  |  |  |  |  |  |  |  |  |  |  |  |  |  |  |  |  |  |  |  |  |  |  |  |  |  |  |  |  |  |  |  |  |  |  |  |  |  |  |  |  |  |  |  |  |  |  |  |  |  |  |  |  |  |  |  |  |  |  |  |  |  |  |  |  |  |  |  |  |  |  |  |  |  |  |  |  |  |  |  |  |  |  |  |  |  |  |  |  |  |  |
| Các siêu nhân Thiên sứ đối đầu với một người lính Warstar bé nhỏ tên là Fandaho. Mặc dù họ buộc anh ta phải rút lui, nhưng người ngoài hành tinh đã thành công khi đánh Alata bằng một tia sáng làm xáo trộn sức mạnh của anh ta. Những người cưỡi Goseigers khác cố gắng chữa khỏi cho anh ta, nhưng vô ích. Ngày hôm sau, nhóm cố gắng chiến đấu với Fandaho một lần nữa với hy vọng rằng việc đánh bại anh ta sẽ hoàn tác tác dụng của anh ta đối với Alata. Tuy nhiên, Buredoran can thiệp, áp đảo các siêu nhân Thiên sứ bằng kinh nghiệm chiến đấu dày dặn của mình trước khi mở rộng Fandaho trước khi họ có thể đánh bại anh ta. Trong sự tuyệt vọng muốn giúp đỡ bạn bè của mình, Alata triệu hồi Exotic Brother Headders và kết hợp họ với Gosei Great để họ có thể giết Fandaho, chữa khỏi bệnh cho Alata và khiến Exotic Brothers biến mất. | |                      |  |  |  |  |  |  |  |  |  |  |  |  |  |  |  |  |  |  |  |  |  |  |  |  |  |  |  |  |  |  |  |  |  |  |  |  |  |  |  |  |  |  |  |  |  |  |  |  |  |  |  |  |  |  |  |  |  |  |  |  |  |  |  |  |  |  |  |  |  |  |  |  |  |  |  |  |  |  |  |  |  |  |  |  |  |  |  |  |  |  |  |  |  |  |  |  |  |  |  |  |  |  |  |  |  |  |  |  |  |  |  |  |  |  |  |  |  |  |  |  |  |  |  |  |  |  |  |  |  |  |  |  |  |  |  |  |  |  |  |  |  |  |  |  |  |  |  |
| 09 | "Các cô gái siêu nhân" "Gatcha Gosei Gāruzu" (ガッチャ☆ゴセイガールズ)                              | 11 tháng 4 năm 2010  |  |  |  |  |  |  |  |  |  |  |  |  |  |  |  |  |  |  |  |  |  |  |  |  |  |  |  |  |  |  |  |  |  |  |  |  |  |  |  |  |  |  |  |  |  |  |  |  |  |  |  |  |  |  |  |  |  |  |  |  |  |  |  |  |  |  |  |  |  |  |  |  |  |  |  |  |  |  |  |  |  |  |  |  |  |  |  |  |  |  |  |  |  |  |  |  |  |  |  |  |  |  |  |  |  |  |  |  |  |  |  |  |  |  |  |  |  |  |  |  |  |  |  |  |  |  |  |  |  |  |  |  |  |  |  |  |  |  |  |  |  |  |  |  |  |  |  |
| Khi Mone cố gắng thiết lập các quy tắc của ngôi nhà, cô ấy đã xung đột với Eri về thái độ vô tư của Eri và sự nghiêm khắc của Eri. Các Goseiger sớm biết rằng Warstar đã cử một người lính tên là Irian đi bắt những người đàn ông bằng chất độc tê liệt của cô ấy. Họ cố gắng ngăn cản cô ấy, nhưng cô ấy đã bắt những chiến binh nam và đánh ngất những thành viên nữ. Sau khi tỉnh lại, Mone và Eri cố gắng tìm những người bạn mất tích của họ với sự giúp đỡ của Datas, nhưng anh ta không thể xác định được họ. Sử dụng cây thương, Mone sử dụng sức mạnh của mình để xác định vị trí của Irian khi cô ấy đang biến những người bị bắt thành đồ nội thất. Sau đó, cô ấy kiềm chế Eri, tin rằng cô ấy sẽ chỉ cản trở cô ấy, trước khi rời đi để chiến đấu với Irian. Từ chối chấp nhận điều này, mong muốn giúp Mone của Eri cho phép cô ấy triệu hồi các phiên bản thu nhỏ của Skick Brother Headders và tham gia vào cuộc chiến. Cùng nhau, các nữ chiến binh siêu nhân đánh bại Irian và giải thoát cho các nạn nhân của cô ấy. Sau khi người ngoài hành tinh mở rộng, nhóm đoàn tụ đã mở rộng và kết hợp Skick Brothers với Gosei Great để giết cô ấy. Sau đó, Eri và Mone làm lành và gắn bó với nhau hơn khi chỉ trích Alata vì trêu chọc họ trong trận chiến cuối cùng. | |                      |  |  |  |  |  |  |  |  |  |  |  |  |  |  |  |  |  |  |  |  |  |  |  |  |  |  |  |  |  |  |  |  |  |  |  |  |  |  |  |  |  |  |  |  |  |  |  |  |  |  |  |  |  |  |  |  |  |  |  |  |  |  |  |  |  |  |  |  |  |  |  |  |  |  |  |  |  |  |  |  |  |  |  |  |  |  |  |  |  |  |  |  |  |  |  |  |  |  |  |  |  |  |  |  |  |  |  |  |  |  |  |  |  |  |  |  |  |  |  |  |  |  |  |  |  |  |  |  |  |  |  |  |  |  |  |  |  |  |  |  |  |  |  |  |  |  |  |
| 10 | "Cộng sự của Hyde" "Haido no Aibo" (ハイドの相棒)                                                   | 18 tháng 4 năm 2010  |  |  |  |  |  |  |  |  |  |  |  |  |  |  |  |  |  |  |  |  |  |  |  |  |  |  |  |  |  |  |  |  |  |  |  |  |  |  |  |  |  |  |  |  |  |  |  |  |  |  |  |  |  |  |  |  |  |  |  |  |  |  |  |  |  |  |  |  |  |  |  |  |  |  |  |  |  |  |  |  |  |  |  |  |  |  |  |  |  |  |  |  |  |  |  |  |  |  |  |  |  |  |  |  |  |  |  |  |  |  |  |  |  |  |  |  |  |  |  |  |  |  |  |  |  |  |  |  |  |  |  |  |  |  |  |  |  |  |  |  |  |  |  |  |  |  |  |
| Trong hồi tưởng, giữa cuộc tấn công của Dereputa vào Tháp Thiên Đường, Warstar đã cử một người lính tên là Kurasunigo đi đun sôi các đại dương trên Trái Đất. Tuy nhiên, anh ta đã bị Magis, cộng sự Thiên thần Hộ tinh của Hyde ngăn cản, người đã hy sinh bản thân để giết chết người ngoài hành tinh. Ở hiện tại, Hyde biết được Kurasunigo vẫn sống sót và đã quay trở lại để tiếp tục nhiệm vụ của mình. Tức giận, người trước cố gắng ngăn chặn anh ta mà không có sự giúp đỡ của đồng minh, nhưng bị đánh bại trước khi Kurasunigo rời đi. Các siêu nhân Thiên sứ yêu cầu Hyde trả lời, nhưng anh ta bỏ đi. Khi liên lạc với anh ta, Master Head tiết lộ những gì đã xảy ra với Magis cùng với tội lỗi của người sống sót của Hyde. Ngày hôm sau, Hyde làm quá tải bộ xử lý của Datas trong khi tìm kiếm thông tin về Kurasunigo trước khi Shuichirou giới thiệu anh ta với người bạn là nhà sinh vật học biển, Giáo sư Sakana. Trong khi tình nguyện tại thủy cung của Sakana, Hyde nhớ lại nhiệm vụ Gosei Angel của mình và từ bỏ việc tìm kiếm sự trả thù trước khi cùng bạn bè của mình tái chiến và đánh bại Kurasunigo. Sau khi sử dụng mecha của họ để giết Kurasunigo đã được phóng to, nhóm siêu nhân Thiên sứ giúp Hyde phấn khởi khi anh ta tỏ lòng thành kính với Magis. | |                      |  |  |  |  |  |  |  |  |  |  |  |  |  |  |  |  |  |  |  |  |  |  |  |  |  |  |  |  |  |  |  |  |  |  |  |  |  |  |  |  |  |  |  |  |  |  |  |  |  |  |  |  |  |  |  |  |  |  |  |  |  |  |  |  |  |  |  |  |  |  |  |  |  |  |  |  |  |  |  |  |  |  |  |  |  |  |  |  |  |  |  |  |  |  |  |  |  |  |  |  |  |  |  |  |  |  |  |  |  |  |  |  |  |  |  |  |  |  |  |  |  |  |  |  |  |  |  |  |  |  |  |  |  |  |  |  |  |  |  |  |  |  |  |  |  |  |  |
| 11 | "Sức mạnh Thổ tộc tỏa sáng" "Supāku Randikku Pawā" (スパーク・ランディックパワー)                   | 25 tháng 4 năm 2010  |  |  |  |  |  |  |  |  |  |  |  |  |  |  |  |  |  |  |  |  |  |  |  |  |  |  |  |  |  |  |  |  |  |  |  |  |  |  |  |  |  |  |  |  |  |  |  |  |  |  |  |  |  |  |  |  |  |  |  |  |  |  |  |  |  |  |  |  |  |  |  |  |  |  |  |  |  |  |  |  |  |  |  |  |  |  |  |  |  |  |  |  |  |  |  |  |  |  |  |  |  |  |  |  |  |  |  |  |  |  |  |  |  |  |  |  |  |  |  |  |  |  |  |  |  |  |  |  |  |  |  |  |  |  |  |  |  |  |  |  |  |  |  |  |  |  |  |
| Bực tức vì sự can thiệp của các chiến binh siêu nhân Thiên sứ, Mons Drake cử một người lính tên là Yokubabanger đi giết họ. Trong khi đó, các siêu nhân Thiên sứ tò mò về những chuyến đi gần đây của Moune. Họ sớm phát hiện ra cô ấy đang làm tình nguyện tại một bệnh viện đa khoa và bí mật sử dụng sức mạnh của mình để động viên một bệnh nhân tên là Miku trước khi cô ấy trải qua một cuộc phẫu thuật. Khi biết được sự hiện diện của Yokubabanger, các siêu nhân Thiên sứ đã lên đường để ngăn chặn anh ta, nhưng anh ta đã rút cạn sức mạnh của thành phố để áp đảo họ. Nhận ra rằng mình đã vô hiệu hóa nguồn điện khẩn cấp của bệnh viện, Moune dẫn đầu Goseigers tiếp tục chiến đấu. Tuy nhiên, Mons Drake đã can thiệp để giúp Yokubabanger. Không thể đứng nhìn nữa, Datas đến bệnh viện và bảo Moune sử dụng sức mạnh của cô ấy để tăng cường sức mạnh cho anh ta để anh ta có thể khôi phục lại sức mạnh của bệnh viện. Sau khi các siêu nhân Thiên sứ đánh bại anh ta, Buredoran đã phóng to Yokubabanger, người đã rút cạn sức mạnh của Gosei Great. Muốn giúp họ, Datas triệu hồi Hyper Charge Headder, biến anh thành Datas Hyper và trao cho anh sức mạnh để giết Yokubabanger. Khi Mons Drake tức giận thề sẽ tiêu diệt Goseigers, cả nhóm kiểm tra Miku sau khi cô ấy phẫu thuật. | |                      |  |  |  |  |  |  |  |  |  |  |  |  |  |  |  |  |  |  |  |  |  |  |  |  |  |  |  |  |  |  |  |  |  |  |  |  |  |  |  |  |  |  |  |  |  |  |  |  |  |  |  |  |  |  |  |  |  |  |  |  |  |  |  |  |  |  |  |  |  |  |  |  |  |  |  |  |  |  |  |  |  |  |  |  |  |  |  |  |  |  |  |  |  |  |  |  |  |  |  |  |  |  |  |  |  |  |  |  |  |  |  |  |  |  |  |  |  |  |  |  |  |  |  |  |  |  |  |  |  |  |  |  |  |  |  |  |  |  |  |  |  |  |  |  |  |  |  |
| 12 | "Cuộc đại tập hợp thần kỳ" "Mirakuru Gosei Heddā" (ミラクル・ゴセイヘッダー大集合)                  | 2 tháng 5 năm 2010   |  |  |  |  |  |  |  |  |  |  |  |  |  |  |  |  |  |  |  |  |  |  |  |  |  |  |  |  |  |  |  |  |  |  |  |  |  |  |  |  |  |  |  |  |  |  |  |  |  |  |  |  |  |  |  |  |  |  |  |  |  |  |  |  |  |  |  |  |  |  |  |  |  |  |  |  |  |  |  |  |  |  |  |  |  |  |  |  |  |  |  |  |  |  |  |  |  |  |  |  |  |  |  |  |  |  |  |  |  |  |  |  |  |  |  |  |  |  |  |  |  |  |  |  |  |  |  |  |  |  |  |  |  |  |  |  |  |  |  |  |  |  |  |  |  |  |  |
| Từ chối dành thêm thời gian cho các siêu nhân Thiên sứ, Mons Drake và Dereputa đi đến Trái đất để chuẩn bị cho buổi lễ "Gravity Fall". Khi biết được âm mưu của họ, Goseigers đến để ngăn chặn họ, nhưng bị áp đảo và mất sức mạnh. Trước khi người ngoài hành tinh có thể giết họ, Master Head đưa họ trở lại nhà của Amachis và nói với họ rằng họ phải kết hợp sức mạnh của mình để cứu Trái đất và khôi phục toàn bộ quyền truy cập vào chúng. Trong khi đó, Mons Drake ra lệnh cho Dereputa đâm anh ta để anh ta có thể sử dụng sức mạnh hành tinh của mình để kéo mặt trăng lại gần Trái đất hơn. Tuy nhiên, các siêu nhân Thiên sứ được hồi sinh đã quay trở lại để ngăn chặn họ, vì trước đó đã giao tiếp với các nguyên tố chính của họ. Trong khi Mons Drake rút lui, Dereputa ra lệnh cho Buredoran phóng to anh ta, cho phép anh ta chế ngự Gosei Great và Datas Hyper. Tuy nhiên, các siêu nhân Thiên sứ nhớ lại thông điệp của Master Head và kết hợp tất cả các cỗ máy Hộ tinh của họ để tạo thành Hyper Gosei Great và dường như đã giết chết Dereputa. | |                      |  |  |  |  |  |  |  |  |  |  |  |  |  |  |  |  |  |  |  |  |  |  |  |  |  |  |  |  |  |  |  |  |  |  |  |  |  |  |  |  |  |  |  |  |  |  |  |  |  |  |  |  |  |  |  |  |  |  |  |  |  |  |  |  |  |  |  |  |  |  |  |  |  |  |  |  |  |  |  |  |  |  |  |  |  |  |  |  |  |  |  |  |  |  |  |  |  |  |  |  |  |  |  |  |  |  |  |  |  |  |  |  |  |  |  |  |  |  |  |  |  |  |  |  |  |  |  |  |  |  |  |  |  |  |  |  |  |  |  |  |  |  |  |  |  |  |  |
| 13 | "Người chạy huyền bí" "Hashire! Misutikku Rannā" (走れ！ミスティックランナー)                       | 9 tháng 5 năm 2010   |  |  |  |  |  |  |  |  |  |  |  |  |  |  |  |  |  |  |  |  |  |  |  |  |  |  |  |  |  |  |  |  |  |  |  |  |  |  |  |  |  |  |  |  |  |  |  |  |  |  |  |  |  |  |  |  |  |  |  |  |  |  |  |  |  |  |  |  |  |  |  |  |  |  |  |  |  |  |  |  |  |  |  |  |  |  |  |  |  |  |  |  |  |  |  |  |  |  |  |  |  |  |  |  |  |  |  |  |  |  |  |  |  |  |  |  |  |  |  |  |  |  |  |  |  |  |  |  |  |  |  |  |  |  |  |  |  |  |  |  |  |  |  |  |  |  |  |
| Mons Drake ra lệnh cho Buredoran và một người lính tên là Powereddark giết Goseigers và trả thù cho Dereputa. Đội Siêu nhân Thiên sứ triệu tập để chiến đấu với người ngoài hành tinh, nhưng Powereddark sử dụng Hạt giống sức mạnh mới phát triển của Buredoran để chống lại hầu hết các khả năng của chúng cho đến khi Alata đẩy lùi chúng bằng một kỹ thuật Skick mới. Không thể tự mình thực hiện cuộc tấn công, Eri yêu cầu Alata huấn luyện cô, nhưng trở nên thất vọng vì phương pháp huấn luyện kỳ lạ của anh ta cho đến khi cô nhận ra anh ta đang sử dụng cùng một phương pháp mà cô đã từng dạy anh ta khi họ còn nhỏ. Họ sớm đoàn tụ với bạn bè của mình để chiến đấu với Powereddark một lần nữa, chỉ để biết rằng Buredoran đã cung cấp cho anh ta phương tiện để chống lại tất cả các khả năng của họ. Tuy nhiên, các siêu nhân Thiên sứ kết hợp sức mạnh của họ để đánh bại người ngoài hành tinh trước khi triệu hồi mecha Mystic Brothers để đẩy lùi Buredoran. Anh ta phóng to Powereddark, nhưng siêu nhân Thiên sứ kết hợp Mystic Brothers với Gosei Great để giết anh ta. Sau đó, Eri bắt đầu nảy sinh tình cảm với Alata. | |                      |  |  |  |  |  |  |  |  |  |  |  |  |  |  |  |  |  |  |  |  |  |  |  |  |  |  |  |  |  |  |  |  |  |  |  |  |  |  |  |  |  |  |  |  |  |  |  |  |  |  |  |  |  |  |  |  |  |  |  |  |  |  |  |  |  |  |  |  |  |  |  |  |  |  |  |  |  |  |  |  |  |  |  |  |  |  |  |  |  |  |  |  |  |  |  |  |  |  |  |  |  |  |  |  |  |  |  |  |  |  |  |  |  |  |  |  |  |  |  |  |  |  |  |  |  |  |  |  |  |  |  |  |  |  |  |  |  |  |  |  |  |  |  |  |  |  |  |
| 14 | "Tấm thẻ siêu đẳng" "Saikyō Taggu Tanjō!" (最強タッグ誕生!)                                         | 16 tháng 5 năm 2010  |  |  |  |  |  |  |  |  |  |  |  |  |  |  |  |  |  |  |  |  |  |  |  |  |  |  |  |  |  |  |  |  |  |  |  |  |  |  |  |  |  |  |  |  |  |  |  |  |  |  |  |  |  |  |  |  |  |  |  |  |  |  |  |  |  |  |  |  |  |  |  |  |  |  |  |  |  |  |  |  |  |  |  |  |  |  |  |  |  |  |  |  |  |  |  |  |  |  |  |  |  |  |  |  |  |  |  |  |  |  |  |  |  |  |  |  |  |  |  |  |  |  |  |  |  |  |  |  |  |  |  |  |  |  |  |  |  |  |  |  |  |  |  |  |  |  |  |
| Khi Mone và Hyde vướng vào một cuộc tranh cãi, Datas phát hiện ra sự xuất hiện của một người lính Warstar tinh nhuệ tên là Targate, người đã đến để giành vị trí của Dereputa với tư cách là chỉ huy thứ hai của Mons Drake bằng cách sử dụng khả năng dịch chuyển tức thời và sức mạnh sản xuất cổng thông tin của mình để đánh cắp một số tòa nhà. Các siêu nhân Thiên sứ tách ra để ngăn chặn anh ta, với Hyde và Moune đối đầu với Targate cho đến khi họ tiếp tục tranh cãi, cho phép anh ta nhốt họ trong một nhà tù liên chiều trong khi anh ta chế ngự những người khác. Làm việc cùng nhau, cặp đôi này trốn thoát và đánh bại Targate trước khi các Goseiger sử dụng mecha của họ để giết người ngoài hành tinh được phóng to, khôi phục lại các tòa nhà mà anh ta đã đánh cắp trong quá trình này. Từ chối chấp nhận một thất bại khác, Mons Drake quyết định tự mình giết các siêu nhân Thiên sứ. | |                      |  |  |  |  |  |  |  |  |  |  |  |  |  |  |  |  |  |  |  |  |  |  |  |  |  |  |  |  |  |  |  |  |  |  |  |  |  |  |  |  |  |  |  |  |  |  |  |  |  |  |  |  |  |  |  |  |  |  |  |  |  |  |  |  |  |  |  |  |  |  |  |  |  |  |  |  |  |  |  |  |  |  |  |  |  |  |  |  |  |  |  |  |  |  |  |  |  |  |  |  |  |  |  |  |  |  |  |  |  |  |  |  |  |  |  |  |  |  |  |  |  |  |  |  |  |  |  |  |  |  |  |  |  |  |  |  |  |  |  |  |  |  |  |  |  |  |  |
| 15 | "Trái Đất lâm nguy" "Kauntodaun! Hoshi no Inochi" (カウントダウン!地球の命)                         | 23 tháng 5 năm 2010  |  |  |  |  |  |  |  |  |  |  |  |  |  |  |  |  |  |  |  |  |  |  |  |  |  |  |  |  |  |  |  |  |  |  |  |  |  |  |  |  |  |  |  |  |  |  |  |  |  |  |  |  |  |  |  |  |  |  |  |  |  |  |  |  |  |  |  |  |  |  |  |  |  |  |  |  |  |  |  |  |  |  |  |  |  |  |  |  |  |  |  |  |  |  |  |  |  |  |  |  |  |  |  |  |  |  |  |  |  |  |  |  |  |  |  |  |  |  |  |  |  |  |  |  |  |  |  |  |  |  |  |  |  |  |  |  |  |  |  |  |  |  |  |  |  |  |  |
| Mons Drake ra lệnh cho Buredoran sử dụng tàu mẹ Warstar, Indevader , để loại bỏ oxy của Trái đất trong khi hắn tuyên bố với thế giới rằng hành tinh này sẽ bị hủy diệt trong một ngày. Các siêu nhân Thiên sứ đối đầu với hắn, nhưng hắn chế ngự họ trước khi tha cho họ để họ có thể chứng kiến sự hủy diệt của Trái đất. Ngày hôm sau, mặc dù phải vật lộn để thở, các siêu nhân Thiên sứ tiếp tục nỗ lực ngăn chặn Mons Drake, kẻ đã ăn một con Bibi Bug để phóng to bản thân trước khi tiết lộ rằng hắn đã giao nhiệm vụ cho Buredoran đâm Indevader vào Trái đất và sử dụng oxy đánh cắp được để thiêu rụi hành tinh. Sau một cuộc chiến mệt mỏi, các siêu nhân Thiên sứ cuối cùng đã sử dụng Hyper Gosei Great để giết Mons Drake và phá hủy Indevader , khôi phục oxy của Trái đất, mặc dù Buredoran đã bí mật trốn thoát. Sau khi xóa mọi ký ức về cuộc tấn công của Mons Drake khỏi ký ức của người dân, các siêu nhân Thiên sứ trở về nhà để ăn mừng | |                      |  |  |  |  |  |  |  |  |  |  |  |  |  |  |  |  |  |  |  |  |  |  |  |  |  |  |  |  |  |  |  |  |  |  |  |  |  |  |  |  |  |  |  |  |  |  |  |  |  |  |  |  |  |  |  |  |  |  |  |  |  |  |  |  |  |  |  |  |  |  |  |  |  |  |  |  |  |  |  |  |  |  |  |  |  |  |  |  |  |  |  |  |  |  |  |  |  |  |  |  |  |  |  |  |  |  |  |  |  |  |  |  |  |  |  |  |  |  |  |  |  |  |  |  |  |  |  |  |  |  |  |  |  |  |  |  |  |  |  |  |  |  |  |  |  |  |  |
| 16 | "Alata, tiến lên!" "Dainamikku Arata" (ダイナミックアラタ)                                          | 30 tháng 5 năm 2010  |  |  |  |  |  |  |  |  |  |  |  |  |  |  |  |  |  |  |  |  |  |  |  |  |  |  |  |  |  |  |  |  |  |  |  |  |  |  |  |  |  |  |  |  |  |  |  |  |  |  |  |  |  |  |  |  |  |  |  |  |  |  |  |  |  |  |  |  |  |  |  |  |  |  |  |  |  |  |  |  |  |  |  |  |  |  |  |  |  |  |  |  |  |  |  |  |  |  |  |  |  |  |  |  |  |  |  |  |  |  |  |  |  |  |  |  |  |  |  |  |  |  |  |  |  |  |  |  |  |  |  |  |  |  |  |  |  |  |  |  |  |  |  |  |  |  |  |
| Khi các siêu nhân Thiên sứ, ngoại trừ Alata, ăn mừng chiến thắng Warstar, Datas nhận được tin nhắn từ Master Head nói với họ rằng họ có thể tạm dừng việc cứu thế giới và tập trung vào tương lai của họ với tư cách là Hộ tinh Thiên sứ. Tuy nhiên, giữa lúc này, Eri và anh chị em Landick bị Dereputa tấn công, người triệu hồi một trận mưa sao băng để dụ Alata và Hyde ra. Trong khi chiến đấu với họ, anh ta tiết lộ rằng anh ta đã sống sót trong gang tấc sau khi bị Hyper Gosei Great tấn công và giờ muốn khôi phục danh dự của mình bằng cách trả thù Alata. Sau khi Hyde nhận một đòn tấn công nhằm vào Alata, khiến anh ta phải rời khỏi cuộc chiến, cuối cùng Alata đã giết Dereputa trong trận chiến. Tuy nhiên, Goseigers không hề biết rằng trận mưa sao băng của người ngoài hành tinh đã khai quật một chiếc hộp kỳ lạ và giải phóng một thế lực tà ác mới. | |                      |  |  |  |  |  |  |  |  |  |  |  |  |  |  |  |  |  |  |  |  |  |  |  |  |  |  |  |  |  |  |  |  |  |  |  |  |  |  |  |  |  |  |  |  |  |  |  |  |  |  |  |  |  |  |  |  |  |  |  |  |  |  |  |  |  |  |  |  |  |  |  |  |  |  |  |  |  |  |  |  |  |  |  |  |  |  |  |  |  |  |  |  |  |  |  |  |  |  |  |  |  |  |  |  |  |  |  |  |  |  |  |  |  |  |  |  |  |  |  |  |  |  |  |  |  |  |  |  |  |  |  |  |  |  |  |  |  |  |  |  |  |  |  |  |  |  |  |
| 17 | "U ma vương" "Aratana Teki! Yūmajū" (新たな敵!幽魔獣)                                               | 6 tháng 6 năm 2010   |  |  |  |  |  |  |  |  |  |  |  |  |  |  |  |  |  |  |  |  |  |  |  |  |  |  |  |  |  |  |  |  |  |  |  |  |  |  |  |  |  |  |  |  |  |  |  |  |  |  |  |  |  |  |  |  |  |  |  |  |  |  |  |  |  |  |  |  |  |  |  |  |  |  |  |  |  |  |  |  |  |  |  |  |  |  |  |  |  |  |  |  |  |  |  |  |  |  |  |  |  |  |  |  |  |  |  |  |  |  |  |  |  |  |  |  |  |  |  |  |  |  |  |  |  |  |  |  |  |  |  |  |  |  |  |  |  |  |  |  |  |  |  |  |  |  |  |
| Vài ngày sau khi đánh bại Dereputa, các siêu nhân Thiên sứ phát hiện ra một đường hầm và dấu chân dẫn ra khỏi đó. Tệ hơn nữa, Datas cảnh báo họ về một sự hiện diện quái dị sử dụng chất nhờn để hòa tan mọi người thành bùn độc. Nhóm tách ra, với anh chị em Landick đi theo đường hầm, Hyde phân tích chất nhờn và các siêu nhân Thiên sứ xem tin tức để xác định mô hình của kẻ giết người. Sau khi kết thúc cuộc điều tra của mình, họ sớm chạm trán với thủ phạm, Tomarezu của Yuumajuu quái dị. Các thủ lĩnh của nhóm, Makuin và Kinggon đã tiết lộ bản thân và tham gia vào cuộc chiến, giải thích rằng họ đã bị phong ấn trong Hộp Erurei bởi các Thiên thần Hộ tinh cổ đại hàng thiên niên kỷ trước khi họ mới được thả ra. Tìm cách làm ô nhiễm Trái đất để biến nó thành nơi sinh sống cho chúng, những con quái vật áp đảo các siêu nhân Thiên sứ cho đến khi một chiến binh máy bí ẩn tên là Hiệp sĩ Hộ tinh đến để giúp họ đẩy lùi các thủ lĩnh Yuumajuu và đánh bại Tomarezu. Mặc dù con quái vật đột nhiên to ra, Dũng sĩ Hộ tinh đã biến thành Groundion Headder để giết anh ta trước khi rời đi. Trong khi đó, Makuin và Kinggon họp lại với cá nhân chịu trách nhiệm mở rộng Tomarezu và một người bạn cũ, Buredoran. | |                      |  |  |  |  |  |  |  |  |  |  |  |  |  |  |  |  |  |  |  |  |  |  |  |  |  |  |  |  |  |  |  |  |  |  |  |  |  |  |  |  |  |  |  |  |  |  |  |  |  |  |  |  |  |  |  |  |  |  |  |  |  |  |  |  |  |  |  |  |  |  |  |  |  |  |  |  |  |  |  |  |  |  |  |  |  |  |  |  |  |  |  |  |  |  |  |  |  |  |  |  |  |  |  |  |  |  |  |  |  |  |  |  |  |  |  |  |  |  |  |  |  |  |  |  |  |  |  |  |  |  |  |  |  |  |  |  |  |  |  |  |  |  |  |  |  |  |  |
| 18 | "Hiệp sĩ sứ mệnh thanh lọc Trái Đất" "Hoshi wo Kiyomeru Shukumei no Kishi" (地球を浄める宿命の騎士) | 13 tháng 6 năm 2010  |  |  |  |  |  |  |  |  |  |  |  |  |  |  |  |  |  |  |  |  |  |  |  |  |  |  |  |  |  |  |  |  |  |  |  |  |  |  |  |  |  |  |  |  |  |  |  |  |  |  |  |  |  |  |  |  |  |  |  |  |  |  |  |  |  |  |  |  |  |  |  |  |  |  |  |  |  |  |  |  |  |  |  |  |  |  |  |  |  |  |  |  |  |  |  |  |  |  |  |  |  |  |  |  |  |  |  |  |  |  |  |  |  |  |  |  |  |  |  |  |  |  |  |  |  |  |  |  |  |  |  |  |  |  |  |  |  |  |  |  |  |  |  |  |  |  |  |
| Sau khi tìm hiểu thêm về Yuumajuu và Hiệp sĩ Hộ tinh từ Master Head, các siêu nhân Thiên sứ biết được Hiệp sĩ Hộ tinh đang tấn công một nhà máy công nghiệp và công nhân của nó. Khi đối đầu với anh ta, anh ta tiết lộ rằng ban đầu anh ta đã làm việc với các Thiên thần Hộ tinh cổ đại để chống lại Yuumajuu hàng thiên niên kỷ trước khi anh ta bị tách khỏi họ và lập một giao ước với chính Trái đất để bảo vệ nó khỏi bị tổn hại để đổi lấy hình dạng người của anh ta. Trong khi đó, Makuin hồi sinh một U ma vương tên là Zeibu để anh ta có thể sử dụng sức mạnh của mình để tẩy não một trường quay truyền hình và phát sóng sức mạnh của mình xa hơn. Các siêu nhân Thiên sứ huy động để ngăn chặn anh ta, nhưng bị Buredoran đánh lạc hướng, người tuyên bố rằng anh ta thực sự là một U ma vương đã trốn vào không gian trong khi Zeibu thiết lập một rào cản. Sau khi Buredoran rời đi, Hiệp sĩ Hộ tinh đến và cho các siêu nhân Thiên sứ năm phút để giải cứu những người bên trong trường quay. Bất chấp sự kháng cự mạnh mẽ từ những người lính Bibi và Hiệp sĩ Hộ tinh, cuối cùng cả nhóm đã dụ được Zeibu ra ngoài, cho phép Hiệp sĩ Hộ tinh đánh bại ông. Sau khi Buredoran phóng to con quái vật, siêu nhân Thiên sứ sử dụng các cỗ máy của họ để giết anh ta trong khi Hiệp sĩ Hộ tinh rời đi, vẫn tin rằng việc cứu người không phải là một phần trong chương trình của anh ta. Nhận thấy điều này, Buredoran lập kế hoạch để tận dụng nó. | |                      |  |  |  |  |  |  |  |  |  |  |  |  |  |  |  |  |  |  |  |  |  |  |  |  |  |  |  |  |  |  |  |  |  |  |  |  |  |  |  |  |  |  |  |  |  |  |  |  |  |  |  |  |  |  |  |  |  |  |  |  |  |  |  |  |  |  |  |  |  |  |  |  |  |  |  |  |  |  |  |  |  |  |  |  |  |  |  |  |  |  |  |  |  |  |  |  |  |  |  |  |  |  |  |  |  |  |  |  |  |  |  |  |  |  |  |  |  |  |  |  |  |  |  |  |  |  |  |  |  |  |  |  |  |  |  |  |  |  |  |  |  |  |  |  |  |  |  |
| 19 | "Không thể tha thứ" "Gosei Naito wa Yurusanai" (ゴセイナイトは許さない)                             | 20 tháng 6 năm 2010  |  |  |  |  |  |  |  |  |  |  |  |  |  |  |  |  |  |  |  |  |  |  |  |  |  |  |  |  |  |  |  |  |  |  |  |  |  |  |  |  |  |  |  |  |  |  |  |  |  |  |  |  |  |  |  |  |  |  |  |  |  |  |  |  |  |  |  |  |  |  |  |  |  |  |  |  |  |  |  |  |  |  |  |  |  |  |  |  |  |  |  |  |  |  |  |  |  |  |  |  |  |  |  |  |  |  |  |  |  |  |  |  |  |  |  |  |  |  |  |  |  |  |  |  |  |  |  |  |  |  |  |  |  |  |  |  |  |  |  |  |  |  |  |  |  |  |  |
| Khi các siêu nhân Thiên sứ thảo luận về việc giành được lòng tin của Hiệp sĩ Hộ tinh, Buredoran chiêu mộ một U ma vương tên là Giemurou để giúp anh ta thực hiện âm mưu của mình. Con quái vật buộc phải sử dụng các dấu tích của mình để bắt người và dụ các siêu nhân Thiên sứ ra ngoài. Mặc dù tạm thời bị chế ngự, con quái vật đã thành công trong việc bắt Hiệp sĩ Hộ tinh trước khi rút lui. Sau đó, ông tỉnh dậy và thấy rằng Giemurou đang hút cạn sức mạnh của mình và sử dụng nó để biến những người bị giam cầm thành kappa để hút cạn nguồn cung cấp nước của Trái đất và biến nhiều người hơn thành kappa . Hiệp sĩ Hộ tinh trở nên chán nản vì bị sử dụng để gây hại cho Trái đất cho đến khi các siêu nhân Thiên sứ đến giải cứu anh ta và chống lại U ma vương. Nhìn thấy quyết tâm cứu thế giới của họ, Hiệp sĩ Hộ tinh tự giải thoát mình và tham gia cuộc chiến. Một Buredoran đang rút lui đã phóng to Giemurou và tạm thời vô hiệu hóa khả năng triệu hồi cỗ nây Hộ tinh của các siêu nhân Thiên sứ. Tuy nhiên, Hiệp sĩ Hộ tinh đã triệu hồi các cỗ máy Hộ tinh của riêng mình, kết hợp với chúng để tạo thành Gosei Ground và giết chết con quái vật. Sau đó, các siêu nhân Thiên sứ yêu cầu Hiệp sĩ Hộ tinh tham gia cùng họ, nhưng anh từ chối mặc cho lời cầu xin của Alata rằng họ cùng chia sẻ nhiệm vụ. | |                      |  |  |  |  |  |  |  |  |  |  |  |  |  |  |  |  |  |  |  |  |  |  |  |  |  |  |  |  |  |  |  |  |  |  |  |  |  |  |  |  |  |  |  |  |  |  |  |  |  |  |  |  |  |  |  |  |  |  |  |  |  |  |  |  |  |  |  |  |  |  |  |  |  |  |  |  |  |  |  |  |  |  |  |  |  |  |  |  |  |  |  |  |  |  |  |  |  |  |  |  |  |  |  |  |  |  |  |  |  |  |  |  |  |  |  |  |  |  |  |  |  |  |  |  |  |  |  |  |  |  |  |  |  |  |  |  |  |  |  |  |  |  |  |  |  |  |  |
| 20 | "Mới biết yêu" "Fōrin Rabu Goseijā" (フォーリンラブ・ゴセイジャー)                                  | 27 tháng 6 năm 2010  |  |  |  |  |  |  |  |  |  |  |  |  |  |  |  |  |  |  |  |  |  |  |  |  |  |  |  |  |  |  |  |  |  |  |  |  |  |  |  |  |  |  |  |  |  |  |  |  |  |  |  |  |  |  |  |  |  |  |  |  |  |  |  |  |  |  |  |  |  |  |  |  |  |  |  |  |  |  |  |  |  |  |  |  |  |  |  |  |  |  |  |  |  |  |  |  |  |  |  |  |  |  |  |  |  |  |  |  |  |  |  |  |  |  |  |  |  |  |  |  |  |  |  |  |  |  |  |  |  |  |  |  |  |  |  |  |  |  |  |  |  |  |  |  |  |  |  |
| Sau khi gặp một học sinh trung học si tình tên là Takuya, Nozomu nhờ các siêu nhân Thiên sứ giúp Takuya giành được trái tim của bạn cùng lớp Mizuki Takazaki. Trong khi đó, Makuin hồi sinh một Yuumajuu tên là Pesaranza và giao cho anh ta nhiệm vụ tàn phá thông qua khả năng nuốt chửng tình yêu dai dẳng của con người. Ngày hôm sau, Pesaranza lợi dụng công việc của các siêu nhân Thiên sứ với Takuya để tấn công trường học của anh ta, khiến mọi người phát điên vì tình yêu để anh ta có thể hút hết sự sống của họ. Tuy nhiên, các siêu nhân Thiên sứ được Hiệp sĩ Hộ tinh tham gia để cuối cùng đánh bại U ma vương. Sau khi giết chết Pesaranza đã phóng to, các siêu nhân Thiên sứ theo dõi Takuya kết bạn với Mizuki từ xa. | |                      |  |  |  |  |  |  |  |  |  |  |  |  |  |  |  |  |  |  |  |  |  |  |  |  |  |  |  |  |  |  |  |  |  |  |  |  |  |  |  |  |  |  |  |  |  |  |  |  |  |  |  |  |  |  |  |  |  |  |  |  |  |  |  |  |  |  |  |  |  |  |  |  |  |  |  |  |  |  |  |  |  |  |  |  |  |  |  |  |  |  |  |  |  |  |  |  |  |  |  |  |  |  |  |  |  |  |  |  |  |  |  |  |  |  |  |  |  |  |  |  |  |  |  |  |  |  |  |  |  |  |  |  |  |  |  |  |  |  |  |  |  |  |  |  |  |  |  |
| 21 | "Eri đảm đang" "Ereganto Eri" (エレガント・エリ)                                                    | 4 tháng 7 năm 2010   |  |  |  |  |  |  |  |  |  |  |  |  |  |  |  |  |  |  |  |  |  |  |  |  |  |  |  |  |  |  |  |  |  |  |  |  |  |  |  |  |  |  |  |  |  |  |  |  |  |  |  |  |  |  |  |  |  |  |  |  |  |  |  |  |  |  |  |  |  |  |  |  |  |  |  |  |  |  |  |  |  |  |  |  |  |  |  |  |  |  |  |  |  |  |  |  |  |  |  |  |  |  |  |  |  |  |  |  |  |  |  |  |  |  |  |  |  |  |  |  |  |  |  |  |  |  |  |  |  |  |  |  |  |  |  |  |  |  |  |  |  |  |  |  |  |  |  |
| Các siêu nhân Thiên sứ phản ứng lại một cuộc tấn công của một U ma vương tên là Waraikozou, kẻ đang gây hỗn loạn với khả năng phá hủy máy móc của mình. Trong khi đẩy lùi hắn, một thợ làm bánh bị kẹt giữa làn đạn và bị thương. Cảm thấy tội lỗi, Eri đề nghị tiếp quản tiệm bánh của anh ta và hoàn thành một đơn hàng mà anh ta được giao trong khi anh ta hồi phục mặc dù cô không có kỹ năng nấu nướng. Một Hiệp sĩ Gosei ghê tởm chế giễu nỗ lực của cô, mặc dù Hyde đã bảo vệ cô. Sau khi hoàn thành, cô mang bột đến để cản trở chuyển động của Waraikozou trước khi cùng bạn bè đánh bại hắn. Sau khi giết chết U ma vương đã phóng to, Hiệp sĩ Hộ tinh đặt câu hỏi về mong muốn khiến mọi người mỉm cười của các siêu nhân Thiên sứ trong khi Makuin chiêu mộ một U ma vương trước đây đã chiến đấu với Groundion. | |                      |  |  |  |  |  |  |  |  |  |  |  |  |  |  |  |  |  |  |  |  |  |  |  |  |  |  |  |  |  |  |  |  |  |  |  |  |  |  |  |  |  |  |  |  |  |  |  |  |  |  |  |  |  |  |  |  |  |  |  |  |  |  |  |  |  |  |  |  |  |  |  |  |  |  |  |  |  |  |  |  |  |  |  |  |  |  |  |  |  |  |  |  |  |  |  |  |  |  |  |  |  |  |  |  |  |  |  |  |  |  |  |  |  |  |  |  |  |  |  |  |  |  |  |  |  |  |  |  |  |  |  |  |  |  |  |  |  |  |  |  |  |  |  |  |  |  |  |
| 22 | "Phía bên kia cầu vồng" "Ōbā Za Reinbō" (オーバー・ザ・レインボー)                                  | 18 tháng 7 năm 2010  |  |  |  |  |  |  |  |  |  |  |  |  |  |  |  |  |  |  |  |  |  |  |  |  |  |  |  |  |  |  |  |  |  |  |  |  |  |  |  |  |  |  |  |  |  |  |  |  |  |  |  |  |  |  |  |  |  |  |  |  |  |  |  |  |  |  |  |  |  |  |  |  |  |  |  |  |  |  |  |  |  |  |  |  |  |  |  |  |  |  |  |  |  |  |  |  |  |  |  |  |  |  |  |  |  |  |  |  |  |  |  |  |  |  |  |  |  |  |  |  |  |  |  |  |  |  |  |  |  |  |  |  |  |  |  |  |  |  |  |  |  |  |  |  |  |  |  |
| Chấp nhận lời đề nghị của Makuin để giải quyết mối thù với Groundion, Uobouzu sử dụng sức mạnh ăn bóng của mình để khiến mọi người hôn mê và dụ các siêu nhân Thiên sứ ra ngoài. Họ nhanh chóng đến để ngăn chặn anh ta, nhưng anh ta chế ngự các Goseiger và chiến đấu với Hiệp sĩ Hộ tinh cho đến khi những đám mây buộc Uobouzu phải rút lui. Sau đó, Hiệp sĩ Hộ tinh bắt đầu tin rằng các Thiên thần Hộ tinh đã yếu đi kể từ thời của anh ta. Ngày hôm sau, Uobouzu tiếp tục tấn công, nhưng cuối cùng bị Hiệp sĩ Hộ tinh đánh bại. Sau khi được Buredoran mở rộng, Uobouzu chế ngự mecha của các siêu nhân Thiên sứ cho đến khi họ kết hợp chúng để tạo thành Ground Gosei Great và giết chết quái vật. Sau đó, Hiệp sĩ Hộ tinh chấp nhận các các siêu nhân Thiên sứ làm đồng minh, nhưng khuyên họ nên tiếp tục luyện tập. | |                      |  |  |  |  |  |  |  |  |  |  |  |  |  |  |  |  |  |  |  |  |  |  |  |  |  |  |  |  |  |  |  |  |  |  |  |  |  |  |  |  |  |  |  |  |  |  |  |  |  |  |  |  |  |  |  |  |  |  |  |  |  |  |  |  |  |  |  |  |  |  |  |  |  |  |  |  |  |  |  |  |  |  |  |  |  |  |  |  |  |  |  |  |  |  |  |  |  |  |  |  |  |  |  |  |  |  |  |  |  |  |  |  |  |  |  |  |  |  |  |  |  |  |  |  |  |  |  |  |  |  |  |  |  |  |  |  |  |  |  |  |  |  |  |  |  |  |  |
| 23 | "Cháy lên nào! Các siêu nhân Thiên sứ" "Moero! Goseijā" (燃えろ!ゴセイジャー)                       | 25 tháng 7 năm 2010  |  |  |  |  |  |  |  |  |  |  |  |  |  |  |  |  |  |  |  |  |  |  |  |  |  |  |  |  |  |  |  |  |  |  |  |  |  |  |  |  |  |  |  |  |  |  |  |  |  |  |  |  |  |  |  |  |  |  |  |  |  |  |  |  |  |  |  |  |  |  |  |  |  |  |  |  |  |  |  |  |  |  |  |  |  |  |  |  |  |  |  |  |  |  |  |  |  |  |  |  |  |  |  |  |  |  |  |  |  |  |  |  |  |  |  |  |  |  |  |  |  |  |  |  |  |  |  |  |  |  |  |  |  |  |  |  |  |  |  |  |  |  |  |  |  |  |  |
| Các nữ siêu nhân Thiên sứ tiến đến bãi biển, nhưng họ và những người đi biển khác bị tấn công bởi một U ma vương tên là Zaigo, người mà Kinggon phái đến để làm nóng mọi người và đẩy nhanh tác động của sự nóng lên toàn cầu. Nhóm siêu nhân Thiên sứ nam đến ngay sau đó để đẩy lùi Zaigo, mặc dù Hyde cũng trở thành nạn nhân của tác động của con quái vật. Một lúc sau, Zaigo thực hiện một cuộc tấn công thất bại vào một ngôi làng có ý thức sinh thái trong khi Kinggon bắt cóc các nữ siêu nhân Thiên sứ và cố gắng giết họ bằng pháo hoa. Tuy nhiên, các siêu nhân Thiên sứ và Datas còn lại đã đến để giải cứu bạn bè của họ và đánh bại Zaigo. Sau khi sử dụng các cỗ máy Hộ tinh của họ để giết U ma vương đã phóng to, các siêu nhân Thiên sứ xem một chương trình bắn pháo hoa trong khi Buredoran và Hiệp sĩ Hộ tinh nghe thấy tiếng gầm rú từ xa và nhận ra chủ nhân của nó. | |                      |  |  |  |  |  |  |  |  |  |  |  |  |  |  |  |  |  |  |  |  |  |  |  |  |  |  |  |  |  |  |  |  |  |  |  |  |  |  |  |  |  |  |  |  |  |  |  |  |  |  |  |  |  |  |  |  |  |  |  |  |  |  |  |  |  |  |  |  |  |  |  |  |  |  |  |  |  |  |  |  |  |  |  |  |  |  |  |  |  |  |  |  |  |  |  |  |  |  |  |  |  |  |  |  |  |  |  |  |  |  |  |  |  |  |  |  |  |  |  |  |  |  |  |  |  |  |  |  |  |  |  |  |  |  |  |  |  |  |  |  |  |  |  |  |  |  |  |
| 24 | "Cuộc tấn công thần kỳ" "Mirakuru Atakku Goseijā" (ミラクルアタック・ゴセイジャー)                  | 1 tháng 8 năm 2010   |  |  |  |  |  |  |  |  |  |  |  |  |  |  |  |  |  |  |  |  |  |  |  |  |  |  |  |  |  |  |  |  |  |  |  |  |  |  |  |  |  |  |  |  |  |  |  |  |  |  |  |  |  |  |  |  |  |  |  |  |  |  |  |  |  |  |  |  |  |  |  |  |  |  |  |  |  |  |  |  |  |  |  |  |  |  |  |  |  |  |  |  |  |  |  |  |  |  |  |  |  |  |  |  |  |  |  |  |  |  |  |  |  |  |  |  |  |  |  |  |  |  |  |  |  |  |  |  |  |  |  |  |  |  |  |  |  |  |  |  |  |  |  |  |  |  |  |
| Buredoran xác định được vị trí của một vũ khí mạnh mẽ của Thế giới Hộ tinh có tên là Abare Headder, nhưng một rào cản ngăn cản anh ta tiến xa hơn. Không nản lòng, anh ta chiêu mộ một Yuumajuu tên là Semattarei để thao túng các siêu nhân Thiên sứ giúp ông. Sử dụng sức mạnh ảo ảnh của mình, Semattarei tấn công các siêu nhân Thiên sứ cho đến khi Hiệp sĩ Hộ tinh đến để giúp họ, tiết lộ âm mưu của Buredoran cho họ trong quá trình này. Trong khi anh ta ngăn chặn Semattarei, các siêu nhân Thiên sứ phá vỡ rào cản và lấy lại Abare Headder, nhưng Buredoran đã đánh cắp nó. Trong khi tập hợp lại, Master Head thông báo cho các Goseiger về nguồn gốc của Abare Headder, khơi dậy sự tò mò của Alata. Sau khi Datas cảnh báo họ về sự trở lại của Buredoran và Semattarei, các siêu nhân Thiên sứ huy động để ngăn chặn anh ta. Tuy nhiên, Buredoran sử dụng Abare Headder để tăng cường sức mạnh của Semattarei, khiến ảo ảnh của ông trở nên hữu hình. Sau đó triệu hồi những chiếc bóng của U ma vương đã chết để áp đảo các siêu nhân Thiên sứ cho đến khi Alata vươn tới Abare Headder, nhận ra rằng nó sợ sức mạnh của chính mình và đề nghị kết bạn với nó. Headder biến thành một Miracle Headder và triệu hồi thêm bốn người nữa để tăng cường sức mạnh cho các siêu nhân Thiên sứ . Sử dụng siêu hình mới của mình, họ đẩy lùi Buredoran và giết Semattarei. Khi trở về Makuin và Kinggon, Buredoran bị khiển trách vì thất bại của mình. | |                      |  |  |  |  |  |  |  |  |  |  |  |  |  |  |  |  |  |  |  |  |  |  |  |  |  |  |  |  |  |  |  |  |  |  |  |  |  |  |  |  |  |  |  |  |  |  |  |  |  |  |  |  |  |  |  |  |  |  |  |  |  |  |  |  |  |  |  |  |  |  |  |  |  |  |  |  |  |  |  |  |  |  |  |  |  |  |  |  |  |  |  |  |  |  |  |  |  |  |  |  |  |  |  |  |  |  |  |  |  |  |  |  |  |  |  |  |  |  |  |  |  |  |  |  |  |  |  |  |  |  |  |  |  |  |  |  |  |  |  |  |  |  |  |  |  |  |  |
| 25 | "Mone nhớ nhà" "Nosutarujikku Mone" (ノスタルジック・モネ)                                          | 8 tháng 8 năm 2010   |  |  |  |  |  |  |  |  |  |  |  |  |  |  |  |  |  |  |  |  |  |  |  |  |  |  |  |  |  |  |  |  |  |  |  |  |  |  |  |  |  |  |  |  |  |  |  |  |  |  |  |  |  |  |  |  |  |  |  |  |  |  |  |  |  |  |  |  |  |  |  |  |  |  |  |  |  |  |  |  |  |  |  |  |  |  |  |  |  |  |  |  |  |  |  |  |  |  |  |  |  |  |  |  |  |  |  |  |  |  |  |  |  |  |  |  |  |  |  |  |  |  |  |  |  |  |  |  |  |  |  |  |  |  |  |  |  |  |  |  |  |  |  |  |  |  |  |
| Sau khi giam cầm Buredoran vì đã làm họ thất vọng, Makuin và Kinggon lập ra một kế hoạch mới để giết các siêu nhân Thiên sứ. Đêm hôm đó, Mone liên tục thấy một người phụ nữ gọi mình. Tự tin rằng mình sẽ an toàn với sức mạnh của Miracle Headders, cô bí mật tự mình đi tìm nguồn gốc của những cảnh tượng đó. Cô sớm phát hiện ra người có vẻ là mẹ mình, người yêu cầu cô không được tiết lộ sự hiện diện của mình với những người khác, đặc biệt là Agri. Tuy nhiên, điều này dẫn đến một cuộc tranh cãi giữa anh chị em Landick sau khi anh ta chỉ ra hành vi kỳ lạ của cô. Trong một cuộc họp sau đó, mẹ của Mone tuyên bố rằng bà có thể đưa cô trở lại Thế giới Hộ tinh. Cô sớm nhận ra rằng mình đang bị lừa trước khi Hiệp sĩ Hộ tinh giải cứu cô và tiết lộ kẻ mạo danh là một U ma vương tên là Sarawareteiru. Cùng với những người bạn của mình, các siêu nhân Thiên sứ đánh bại con quái vật, sau đó giết Sarawareteiru đã phóng to bằng mecha của họ. Sau đó, anh chị em Landick làm hòa, trong thời gian đó Agri nhận thấy Mone đang bắt đầu trưởng thành hơn. | |                      |  |  |  |  |  |  |  |  |  |  |  |  |  |  |  |  |  |  |  |  |  |  |  |  |  |  |  |  |  |  |  |  |  |  |  |  |  |  |  |  |  |  |  |  |  |  |  |  |  |  |  |  |  |  |  |  |  |  |  |  |  |  |  |  |  |  |  |  |  |  |  |  |  |  |  |  |  |  |  |  |  |  |  |  |  |  |  |  |  |  |  |  |  |  |  |  |  |  |  |  |  |  |  |  |  |  |  |  |  |  |  |  |  |  |  |  |  |  |  |  |  |  |  |  |  |  |  |  |  |  |  |  |  |  |  |  |  |  |  |  |  |  |  |  |  |  |  |
| 26 | "Hãy cười lên nsfo! Các siêu nhân Thiên sứ" "Gosei Tenshi, Bakushō!" (護星天使、爆笑!)              | 15 tháng 8 năm 2010  |  |  |  |  |  |  |  |  |  |  |  |  |  |  |  |  |  |  |  |  |  |  |  |  |  |  |  |  |  |  |  |  |  |  |  |  |  |  |  |  |  |  |  |  |  |  |  |  |  |  |  |  |  |  |  |  |  |  |  |  |  |  |  |  |  |  |  |  |  |  |  |  |  |  |  |  |  |  |  |  |  |  |  |  |  |  |  |  |  |  |  |  |  |  |  |  |  |  |  |  |  |  |  |  |  |  |  |  |  |  |  |  |  |  |  |  |  |  |  |  |  |  |  |  |  |  |  |  |  |  |  |  |  |  |  |  |  |  |  |  |  |  |  |  |  |  |  |
| Trong khi tham dự một chương trình hài kịch, Hyde vật lộn để hiểu những câu chuyện cười. Đột nhiên, một U ma vương tên là Hit bắt cóc Mone và hầu hết khán giả thông qua quả bầu của anh ta, có khả năng hấp thụ bất kỳ ai cười trong phạm vi của nó. Cùng với Gosei Knight, các siêu nhân Thiên sứ chiến đấu trở lại, nhưng Hit bắt giữ Eri và Agri trước khi trốn thoát. Tin rằng Hyde đã can thiệp vào cuộc chiến, Hiệp sĩ Hộ tinh bỏ đi. Trong khi tập hợp lại, Hyde định sử dụng Alata làm mồi nhử cho Hit trong khi Alata cố gắng làm Hyde cười. Tiếng cười của Hyde về trò chơi chữ sớm thu hút Hit, sự hiện diện của anh ta thu hút Hiệp sĩ Hộ tinh. Mặc dù Hit bắt được Alata, Hyde thuyết phục Hiệp sĩ Hộ tinh giúp ông tổ chức một chương trình hài kịch để làm cho con quái vật cười, buộc ông phải phá hủy quả bầu của mình và giải thoát cho những người bị bắt trước khi ông bị kéo vào. Đoàn tụ, Hiệp sĩ Hộ tinh đánh bại Hit trước khi giết chết con quái vật đã phóng to bằng cỗ máy Hộ tinh của họ. Sau đó, Hyde tự làm mình cười sau khi sử dụng một trò chơi chữ, khiến những người khác kinh ngạc. | |                      |  |  |  |  |  |  |  |  |  |  |  |  |  |  |  |  |  |  |  |  |  |  |  |  |  |  |  |  |  |  |  |  |  |  |  |  |  |  |  |  |  |  |  |  |  |  |  |  |  |  |  |  |  |  |  |  |  |  |  |  |  |  |  |  |  |  |  |  |  |  |  |  |  |  |  |  |  |  |  |  |  |  |  |  |  |  |  |  |  |  |  |  |  |  |  |  |  |  |  |  |  |  |  |  |  |  |  |  |  |  |  |  |  |  |  |  |  |  |  |  |  |  |  |  |  |  |  |  |  |  |  |  |  |  |  |  |  |  |  |  |  |  |  |  |  |  |  |
| 27 | "Dậy thôi Agri!" "Mezamero, Aguri!" (目覚めろ、アグリ!)                                             | 22 tháng 8 năm 2010  |  |  |  |  |  |  |  |  |  |  |  |  |  |  |  |  |  |  |  |  |  |  |  |  |  |  |  |  |  |  |  |  |  |  |  |  |  |  |  |  |  |  |  |  |  |  |  |  |  |  |  |  |  |  |  |  |  |  |  |  |  |  |  |  |  |  |  |  |  |  |  |  |  |  |  |  |  |  |  |  |  |  |  |  |  |  |  |  |  |  |  |  |  |  |  |  |  |  |  |  |  |  |  |  |  |  |  |  |  |  |  |  |  |  |  |  |  |  |  |  |  |  |  |  |  |  |  |  |  |  |  |  |  |  |  |  |  |  |  |  |  |  |  |  |  |  |  |
| Makuin thả Buredoran ra với một lời cảnh báo trước khi nói với anh ta rằng Kinggon có ý định thay thế anh ta bằng một U ma vương tên là Jogon, người sở hữu những vỏ sò khiến bất kỳ ai tiếp xúc với chúng đều tin rằng mọi người xung quanh đều đang nói xấu họ sau lưng. Các siêu nhân Thiên sứ chiến đấu với Jogon, nhưng anh ta sử dụng một trong những vỏ sò của mình vào Agri trước khi rút lui. Dưới tác dụng của nó, Agri rơi vào trạng thái lo lắng cho đến khi Hiệp sĩ Hộ tinh giúp anh ta nhận ra chuyện gì đã xảy ra và phá vỡ câu thần chú. Trong khi đó, Buredoran bí mật sử dụng một trong những vỏ sò của Jogon để khiến Kinggon tin rằng Makuin không còn tin tưởng vào anh ta nữa. Có vẻ như bị câu thần chú của nó, Kinggon tham gia cùng Jogon chiến đấu với các siêu nhân Thiên sứ để chứng minh sự vượt trội của mình so với Makuin. Họ nhanh chóng đánh bại cặp đôi và sử dụng cố máy của mình để giết một Jogon đã phóng to, không biết rằng Kinggon vẫn sống sót và trốn đi. | |                      |  |  |  |  |  |  |  |  |  |  |  |  |  |  |  |  |  |  |  |  |  |  |  |  |  |  |  |  |  |  |  |  |  |  |  |  |  |  |  |  |  |  |  |  |  |  |  |  |  |  |  |  |  |  |  |  |  |  |  |  |  |  |  |  |  |  |  |  |  |  |  |  |  |  |  |  |  |  |  |  |  |  |  |  |  |  |  |  |  |  |  |  |  |  |  |  |  |  |  |  |  |  |  |  |  |  |  |  |  |  |  |  |  |  |  |  |  |  |  |  |  |  |  |  |  |  |  |  |  |  |  |  |  |  |  |  |  |  |  |  |  |  |  |  |  |  |  |
| 28 | "Kho báu của cha" "Otōsan no Takaramono" (おとうさんの宝物)                                         | 29 tháng 8 năm 2010  |  |  |  |  |  |  |  |  |  |  |  |  |  |  |  |  |  |  |  |  |  |  |  |  |  |  |  |  |  |  |  |  |  |  |  |  |  |  |  |  |  |  |  |  |  |  |  |  |  |  |  |  |  |  |  |  |  |  |  |  |  |  |  |  |  |  |  |  |  |  |  |  |  |  |  |  |  |  |  |  |  |  |  |  |  |  |  |  |  |  |  |  |  |  |  |  |  |  |  |  |  |  |  |  |  |  |  |  |  |  |  |  |  |  |  |  |  |  |  |  |  |  |  |  |  |  |  |  |  |  |  |  |  |  |  |  |  |  |  |  |  |  |  |  |  |  |  |
| Với Kinggon dường như đã bị loại, Buredoran cố gắng giành được sự ủng hộ của Makuin cho đến khi Makuin chiêu mộ một U ma vương tên là Pikarime để sử dụng sức mạnh kiểm soát tâm trí của mụ ta để tẩy não một số trẻ em, bao gồm cả Nozomu. Không biết chuyện gì đã xảy ra với mình, Shuichirou tin rằng Nozomu đang trở thành một kẻ phạm pháp và rằng anh ấy đã thất bại trong vai trò một người cha. Alata đảm bảo với anh ấy điều ngược lại trước khi rời đi để giúp bạn bè chiến đấu với Makuin và Pikarime. Khi biết rằng Nozomu và những đứa trẻ bị mê hoặc khác sẽ nhảy xuống vách đá, Shuichirou đi ra ngoài để ngăn họ lại và đưa tay ra với Nozomu. Trong khi đó, các siêu nhân Thiên sứ đánh bại Pikarime, mặc dù Buredoran cứu Makuin và phóng to cô ấy. Tuy nhiên, các siêu nhân Thiên sứ sử dụng cỗ máy của họ để giết mụ ta, phá vỡ ma pháp của mụ. Khi các siêu nhân Thiên sứ hộ tống các Amachis về nhà, Makuin thăng chức cho Buredoran, người đã yêu cầu mượn Hộp Erurei cho âm mưu mới nhất của mình chống lại các siêu nhân Thiên sứ. | |                      |  |  |  |  |  |  |  |  |  |  |  |  |  |  |  |  |  |  |  |  |  |  |  |  |  |  |  |  |  |  |  |  |  |  |  |  |  |  |  |  |  |  |  |  |  |  |  |  |  |  |  |  |  |  |  |  |  |  |  |  |  |  |  |  |  |  |  |  |  |  |  |  |  |  |  |  |  |  |  |  |  |  |  |  |  |  |  |  |  |  |  |  |  |  |  |  |  |  |  |  |  |  |  |  |  |  |  |  |  |  |  |  |  |  |  |  |  |  |  |  |  |  |  |  |  |  |  |  |  |  |  |  |  |  |  |  |  |  |  |  |  |  |  |  |  |  |  |
| 29 | "Án binh bất động" "Goseijā wo Fūin seyo!" (ゴセイジャーを封印せよ!)                                | 5 tháng 9 năm 2010   |  |  |  |  |  |  |  |  |  |  |  |  |  |  |  |  |  |  |  |  |  |  |  |  |  |  |  |  |  |  |  |  |  |  |  |  |  |  |  |  |  |  |  |  |  |  |  |  |  |  |  |  |  |  |  |  |  |  |  |  |  |  |  |  |  |  |  |  |  |  |  |  |  |  |  |  |  |  |  |  |  |  |  |  |  |  |  |  |  |  |  |  |  |  |  |  |  |  |  |  |  |  |  |  |  |  |  |  |  |  |  |  |  |  |  |  |  |  |  |  |  |  |  |  |  |  |  |  |  |  |  |  |  |  |  |  |  |  |  |  |  |  |  |  |  |  |  |
| Sử dụng vị trí mới có được của mình là chỉ huy thứ hai của Makuin, Buredoran yêu cầu sử dụng Erurei Box chống lại các siêu nhân Thiên sứ. Mặc dù có chút nghi ngờ, Makuin vẫn đồng ý. Buredoran sau đó dụ các siêu nhân Thiên sứ vào bẫy và phong ấn Miracle Headders trong hộp trước khi rời đi. Ban đầu, cả nhóm rất chán nản cho đến khi họ biết được từ Master Head rằng một Heaven's Tower mới sắp hoàn thành. Được tiếp thêm sinh lực, các siêu nhân Thiên sứ tham gia cùng Hiệp sĩ Hộ tinh chiến đấu với U ma vương để cứu Miracle Headders khi Kinggon đột nhiên xuất hiện trở lại để thách thức Makuin. Trong cuộc chiến, Buredoran cố gắng sử dụng Erurei Box để phong ấn mọi người trong đó, chỉ để phát hiện ra rằng anh ta đã được đưa cho một món đồ giả và Makuin và Kinggon biết về sự phản bội của anh ta. Khi Makuin tiết lộ Erurei Box thật, hiệp sĩ Hộ tinh đã giải thoát Miracle Headders khỏi nó. Lấy lại hình dạng siêu phàm của mình, các siêu nhân Thiên sứ tiếp tục tấn công, nhưng Kinggon sử dụng một Buredoran bất đắc dĩ để bảo vệ anh ta và Makuin. Sau đó, anh ta tiết lộ rằng anh ta đã đánh cắp tổ của Bibi Bugs và sử dụng chúng để mở rộng Buredoran một cách cưỡng bức. Mặc dù ban đầu anh ta chế ngự được chúng, nhưng cuối cùng các siêu nhân Thiên sứ đã giết chết Buredoran. Mặc dù chiến thắng khó khăn của họ, Hiệp sĩ Hộ tinh nhắc nhở những người khác rằng cuộc chiến của họ vẫn chưa kết thúc. | |                      |  |  |  |  |  |  |  |  |  |  |  |  |  |  |  |  |  |  |  |  |  |  |  |  |  |  |  |  |  |  |  |  |  |  |  |  |  |  |  |  |  |  |  |  |  |  |  |  |  |  |  |  |  |  |  |  |  |  |  |  |  |  |  |  |  |  |  |  |  |  |  |  |  |  |  |  |  |  |  |  |  |  |  |  |  |  |  |  |  |  |  |  |  |  |  |  |  |  |  |  |  |  |  |  |  |  |  |  |  |  |  |  |  |  |  |  |  |  |  |  |  |  |  |  |  |  |  |  |  |  |  |  |  |  |  |  |  |  |  |  |  |  |  |  |  |  |  |
| 30 | "Eri lãng mạn" "Romantikku Eri!" (ロマンティック・エリ)                                             | 12 tháng 9 năm 2010  |  |  |  |  |  |  |  |  |  |  |  |  |  |  |  |  |  |  |  |  |  |  |  |  |  |  |  |  |  |  |  |  |  |  |  |  |  |  |  |  |  |  |  |  |  |  |  |  |  |  |  |  |  |  |  |  |  |  |  |  |  |  |  |  |  |  |  |  |  |  |  |  |  |  |  |  |  |  |  |  |  |  |  |  |  |  |  |  |  |  |  |  |  |  |  |  |  |  |  |  |  |  |  |  |  |  |  |  |  |  |  |  |  |  |  |  |  |  |  |  |  |  |  |  |  |  |  |  |  |  |  |  |  |  |  |  |  |  |  |  |  |  |  |  |  |  |  |
| Một tuần sau khi đánh bại Buredoran, hầu hết các siêu nhân Thiên sứ đều lo lắng về động thái tiếp theo của U ma vương trong khi Eri chuẩn bị cho Lễ hội Hộ tinh Thiên sứ. Trong khi đó, Makuin và Kinggon định vị được một U ma vương ăn giấc mơ tên là Elmgaim và sử dụng Hộp Erurei để ban cho hắn khả năng ăn linh hồn của mọi người, khiến cơ thể hôn mê của họ sản sinh ra rễ tuyệt vọng và làm thối rữa Trái đất. Khi được cảnh báo về sự hiện diện của hắn, các siêu nhân Thiên sứ chiến đấu với Elmgaim, nhưng hắn đã ăn linh hồn của Eri. Tuy nhiên, cô ấy khuyến khích những nạn nhân khác của con quái vật không mất hy vọng trong khi các đồng minh của cô ấy dụ Elmgaim vào bẫy để giải thoát cho họ. Đoàn tụ, các siêu nhân Thiên sứ đánh bại Elmgaim trước khi giết U ma vương đã phóng to bằng mecha của họ. Sau đó, các siêu nhân Thiên sứ ăn mừng Lễ hội Hộ tinh Thiên sứ trong khi Makuin và Kinggon tiến hành nghiên cứu sâu hơn về Erurei Box. | |                      |  |  |  |  |  |  |  |  |  |  |  |  |  |  |  |  |  |  |  |  |  |  |  |  |  |  |  |  |  |  |  |  |  |  |  |  |  |  |  |  |  |  |  |  |  |  |  |  |  |  |  |  |  |  |  |  |  |  |  |  |  |  |  |  |  |  |  |  |  |  |  |  |  |  |  |  |  |  |  |  |  |  |  |  |  |  |  |  |  |  |  |  |  |  |  |  |  |  |  |  |  |  |  |  |  |  |  |  |  |  |  |  |  |  |  |  |  |  |  |  |  |  |  |  |  |  |  |  |  |  |  |  |  |  |  |  |  |  |  |  |  |  |  |  |  |  |  |
| 31 | "Không bỏ cuộc" "Nebā Gibu Appu! Goseijā" (ネバーギブアップ!ゴセイジャー)                           | 19 tháng 9 năm 2010  |  |  |  |  |  |  |  |  |  |  |  |  |  |  |  |  |  |  |  |  |  |  |  |  |  |  |  |  |  |  |  |  |  |  |  |  |  |  |  |  |  |  |  |  |  |  |  |  |  |  |  |  |  |  |  |  |  |  |  |  |  |  |  |  |  |  |  |  |  |  |  |  |  |  |  |  |  |  |  |  |  |  |  |  |  |  |  |  |  |  |  |  |  |  |  |  |  |  |  |  |  |  |  |  |  |  |  |  |  |  |  |  |  |  |  |  |  |  |  |  |  |  |  |  |  |  |  |  |  |  |  |  |  |  |  |  |  |  |  |  |  |  |  |  |  |  |  |
| Sau khi hoàn thành nghiên cứu về Erurei box, Makuin và Kinggon chuẩn bị tuyệt chiêu của mình. Trong khi đó, các siêu nhân Thiên sứ chuẩn bị cho sinh nhật sắp tới của Nozomu cho đến khi họ buộc phải rời đi để ngăn chặn Makuin và Kinggon, kẻ đã phát tán các mẫu nấm mốc được tăng cường bằng Erurei box khắp thành phố để khiến mọi người phát ốm và giờ đây có ý định sử dụng nỗi sợ hãi để tăng cường sức mạnh cho họ hơn nữa. Bất chấp sự kháng cự dữ dội, các Chiến binh Gosei cuối cùng đã đánh bại U ma vương. Sau khi Kinggon mở rộng Makuin, hắn chế ngự mecha của chúng và cố gắng làm suy yếu quyết tâm của chúng bằng cách kể cho chúng nghe về nỗi kinh hoàng của loài người. Tuy nhiên, Nozomu nhắc nhở các siêu nhân Thiên sứ rằng không phải tất cả con người đều xấu xa. Được tiếp thêm sinh lực, nhóm giết Makuin, phá hủy khuôn mẫu của hắn. Sau đó, các siêu nhân Thiên sứ tiếp tục chuẩn bị cho sinh nhật của Nozomu, không biết rằng Kinggon đã mở rộng Erurei box và đặt nó lên trên Tòa nhà Chính quyền Thủ đô Tokyo để thúc đẩy âm mưu của hắn và Makuin. | |                      |  |  |  |  |  |  |  |  |  |  |  |  |  |  |  |  |  |  |  |  |  |  |  |  |  |  |  |  |  |  |  |  |  |  |  |  |  |  |  |  |  |  |  |  |  |  |  |  |  |  |  |  |  |  |  |  |  |  |  |  |  |  |  |  |  |  |  |  |  |  |  |  |  |  |  |  |  |  |  |  |  |  |  |  |  |  |  |  |  |  |  |  |  |  |  |  |  |  |  |  |  |  |  |  |  |  |  |  |  |  |  |  |  |  |  |  |  |  |  |  |  |  |  |  |  |  |  |  |  |  |  |  |  |  |  |  |  |  |  |  |  |  |  |  |  |  |  |
| 32 | "Kỳ tích tột bậc" "Kyūkyoku no Kiseki wo Okose!" (究極の奇跡を起こせ!)                              | 26 tháng 9 năm 2010  |  |  |  |  |  |  |  |  |  |  |  |  |  |  |  |  |  |  |  |  |  |  |  |  |  |  |  |  |  |  |  |  |  |  |  |  |  |  |  |  |  |  |  |  |  |  |  |  |  |  |  |  |  |  |  |  |  |  |  |  |  |  |  |  |  |  |  |  |  |  |  |  |  |  |  |  |  |  |  |  |  |  |  |  |  |  |  |  |  |  |  |  |  |  |  |  |  |  |  |  |  |  |  |  |  |  |  |  |  |  |  |  |  |  |  |  |  |  |  |  |  |  |  |  |  |  |  |  |  |  |  |  |  |  |  |  |  |  |  |  |  |  |  |  |  |  |  |
| Khi các siêu nhân Thiên sứ chuẩn bị xong cho sinh nhật của Nozomu, Datas đã ngắt lời họ, tiết lộ những gì Kinggon đã làm với Erurei Box. Cả nhóm rời đi để cùng Hiệp sĩ Hộ tinh chiến đấu với Kinggon, người tiết lộ rằng Makuin có ý định để các siêu nhân Thiên sứ giết ông để ông có thể hấp thụ năng lượng của Miracle Headders và tái sinh bên trong Erurei Box để ông có thể tạo ra một "Yuuma Hole" để phá hủy Trái đất. Trong khi Hiệp sĩ Hộ tinh giữ chân Kinggon, các siêu nhân Thiên sứ tiến vào Yuuma Hole, tìm thấy lõi của Makuin và giết chết anh ta vĩnh viễn. Tuy nhiên, Yuuma Hole đã khép lại xung quanh họ. Trong khi đó, khi Kinggon bị đánh bại sử dụng Bibi Bugs để mở rộng bản thân trước khi loại bỏ tổ của chúng, Master Head biết được hoàn cảnh khó khăn của các siêu nhân Thiên sứ từ Datas và gửi cho họ viên đá góc của Heaven's Tower. Sau khi Miracle Headders biến nó thành một Cỗ máy Hộ tinh mới có tên là Gosei Ultimate, các siêu nhân Thiên sứ sử dụng nó để thoát khỏi Yuuma Hole trước khi biến nó thành một mecha để giết Kinggon. Mặc dù biết rằng Master Head đã biến mất và không thể xây dựng được Tháp Thiên Đường mới nếu không có viên đá góc, nhưng các siêu nhân Thiên sứ vẫn tổ chức sinh nhật cho Nozomu. Ở nơi khác, tổ ong Bibi Bug chìm xuống đại dương. | |                      |  |  |  |  |  |  |  |  |  |  |  |  |  |  |  |  |  |  |  |  |  |  |  |  |  |  |  |  |  |  |  |  |  |  |  |  |  |  |  |  |  |  |  |  |  |  |  |  |  |  |  |  |  |  |  |  |  |  |  |  |  |  |  |  |  |  |  |  |  |  |  |  |  |  |  |  |  |  |  |  |  |  |  |  |  |  |  |  |  |  |  |  |  |  |  |  |  |  |  |  |  |  |  |  |  |  |  |  |  |  |  |  |  |  |  |  |  |  |  |  |  |  |  |  |  |  |  |  |  |  |  |  |  |  |  |  |  |  |  |  |  |  |  |  |  |  |  |
| 33 | "Đế quốc Matrintis" "Kyōfu no Matorintisu Teikoku" (恐怖のマトリンティス帝国)                       | 3 tháng 10 năm 2010  |  |  |  |  |  |  |  |  |  |  |  |  |  |  |  |  |  |  |  |  |  |  |  |  |  |  |  |  |  |  |  |  |  |  |  |  |  |  |  |  |  |  |  |  |  |  |  |  |  |  |  |  |  |  |  |  |  |  |  |  |  |  |  |  |  |  |  |  |  |  |  |  |  |  |  |  |  |  |  |  |  |  |  |  |  |  |  |  |  |  |  |  |  |  |  |  |  |  |  |  |  |  |  |  |  |  |  |  |  |  |  |  |  |  |  |  |  |  |  |  |  |  |  |  |  |  |  |  |  |  |  |  |  |  |  |  |  |  |  |  |  |  |  |  |  |  |  |
| Khi biết được sự mất tích của Master Head và các siêu nhân Thiên sứ không thể trở về Thế giới Hộ tinh, Nozomu lo lắng cho bạn bè mình, mặc dù Alata, Hyde và anh chị em Landick đảm bảo với anh rằng mọi thứ sẽ ổn trong khi Eri muốn về nhà để chia sẻ những trải nghiệm của cô trên Trái đất với những Thiên thần Hộ tinh khác. Đột nhiên, các siêu nhân Thiên sứ được cảnh báo về một vụ nổ do một "Matroid" có tên là Zan-KT, một sứ giả của Đế chế Matrintis gây ra. Mặc dù nhận được sự giúp đỡ từ Hiệp sĩ Hộ tinh, các siêu nhân Thiên sứ vẫn bị kẻ thù mới áp đảo và Nozomu bị cuốn vào cuộc đấu súng. Sau khi đảm bảo an toàn cho Nozomu và Hiệp sĩ Hộ tinh, các siêu nhân Thiên sứ sử dụng siêu hình của họ để đánh bại Zan-KT. Tuy nhiên, hoàng đế Matrintis Robogorg và trợ lý Matroid của ông ta là Metal Alice đến để sử dụng Bibi Bugs mà họ có được để mở rộng Zan-KT. Sau khi các siêu nhân Thiên sứ sử dụng Gosei Ultimate để tiêu diệt Matroid, Nozomu thề sẽ tiếp tục giúp đỡ họ. | |                      |  |  |  |  |  |  |  |  |  |  |  |  |  |  |  |  |  |  |  |  |  |  |  |  |  |  |  |  |  |  |  |  |  |  |  |  |  |  |  |  |  |  |  |  |  |  |  |  |  |  |  |  |  |  |  |  |  |  |  |  |  |  |  |  |  |  |  |  |  |  |  |  |  |  |  |  |  |  |  |  |  |  |  |  |  |  |  |  |  |  |  |  |  |  |  |  |  |  |  |  |  |  |  |  |  |  |  |  |  |  |  |  |  |  |  |  |  |  |  |  |  |  |  |  |  |  |  |  |  |  |  |  |  |  |  |  |  |  |  |  |  |  |  |  |  |  |  |
| 34 | "Đấu tranh vì công lý" "Gosei Naito Jasutisu" (ゴセイナイト・ジャスティス)                          | 10 tháng 10 năm 2010 |  |  |  |  |  |  |  |  |  |  |  |  |  |  |  |  |  |  |  |  |  |  |  |  |  |  |  |  |  |  |  |  |  |  |  |  |  |  |  |  |  |  |  |  |  |  |  |  |  |  |  |  |  |  |  |  |  |  |  |  |  |  |  |  |  |  |  |  |  |  |  |  |  |  |  |  |  |  |  |  |  |  |  |  |  |  |  |  |  |  |  |  |  |  |  |  |  |  |  |  |  |  |  |  |  |  |  |  |  |  |  |  |  |  |  |  |  |  |  |  |  |  |  |  |  |  |  |  |  |  |  |  |  |  |  |  |  |  |  |  |  |  |  |  |  |  |  |
| Khi các siêu nhân Thiên sứ phát hiện ra Đế quốc Matrintis đã theo dõi họ, Metal Alice trình bày dữ liệu của Zan-KT cho Robogorg, người sử dụng chúng để xây dựng một mô hình nâng cấp có tên là Zan-KT2 trước khi triển khai anh ta và Metal Alice để chiến đấu với các siêu nhân Thiên sứ. Trong trận chiến sau đó, Metal Alice tiết lộ rằng Đế chế Matrintis có ý định nô dịch loài người, khiến Hiệp sĩ Hộ tinh đặt câu hỏi về mục đích của mình khi nhận ra rằng Yuumajuu đã bị đánh bại. Ông cân nhắc việc chiến đấu với loài người vì sự ô nhiễm mà họ gây ra cho đến khi Nozomu thuyết phục ông rằng loài người đáng được cứu. Sau khi Datas cảnh báo các siêu nhân Thiên sứ về sự trở lại của Zan-KT2, cuối cùng họ đã đánh bại anh ta và phá hủy Matroid được phóng to bằng mecha của họ. Sau đó, hiệp sĩ Hộ tinh thề sẽ tiếp tục bảo vệ Trái đất cùng với các siêu nhân Thiên sứ. | |                      |  |  |  |  |  |  |  |  |  |  |  |  |  |  |  |  |  |  |  |  |  |  |  |  |  |  |  |  |  |  |  |  |  |  |  |  |  |  |  |  |  |  |  |  |  |  |  |  |  |  |  |  |  |  |  |  |  |  |  |  |  |  |  |  |  |  |  |  |  |  |  |  |  |  |  |  |  |  |  |  |  |  |  |  |  |  |  |  |  |  |  |  |  |  |  |  |  |  |  |  |  |  |  |  |  |  |  |  |  |  |  |  |  |  |  |  |  |  |  |  |  |  |  |  |  |  |  |  |  |  |  |  |  |  |  |  |  |  |  |  |  |  |  |  |  |  |  |
| 35 | "Đi tìm người lãnh đạo hoàn hảo" "Pāfekuto Rīdā wo Sagase !" (パーフェクトリーダーを探せ!)          | 17 tháng 10 năm 2010 |  |  |  |  |  |  |  |  |  |  |  |  |  |  |  |  |  |  |  |  |  |  |  |  |  |  |  |  |  |  |  |  |  |  |  |  |  |  |  |  |  |  |  |  |  |  |  |  |  |  |  |  |  |  |  |  |  |  |  |  |  |  |  |  |  |  |  |  |  |  |  |  |  |  |  |  |  |  |  |  |  |  |  |  |  |  |  |  |  |  |  |  |  |  |  |  |  |  |  |  |  |  |  |  |  |  |  |  |  |  |  |  |  |  |  |  |  |  |  |  |  |  |  |  |  |  |  |  |  |  |  |  |  |  |  |  |  |  |  |  |  |  |  |  |  |  |  |
| Các siêu nhân Thiên sứ phản ứng lại các cuộc tấn công được thực hiện bởi một Matroid tên là Zuteru-S, người được cử đến để bắt giữ con người và đưa họ đến trại lao động Matrintis, nhưng anh ta áp đảo họ bằng tốc độ của mình và sự thiếu lãnh đạo của họ trước khi trốn thoát. Với việc Master Head đã biến mất và hiệp sĩ Hộ tinh đã phát hiện ra trại, ban đầu các siêu nhân Thiên sứ bầu Hyde làm người lãnh đạo họ. Tuy nhiên, khi họ giải cứu các tù nhân và tái chiến với Zuteru-S, vai trò lãnh đạo được chuyển cho Agri, Eri và Moune. Sau khi Matroid được mở rộng, Alata tiếp quản và lãnh đạo họ kết hợp Gosei Great với Gosei Ultimate để tạo thành Ultimate Gosei Great và tiêu diệt Zuteru-S. Sau đó, khi bạn bè của anh ta tranh cãi về việc nên ăn gì vào bữa tối, Alata lặng lẽ giải quyết tất cả các quyết định của họ. | |                      |  |  |  |  |  |  |  |  |  |  |  |  |  |  |  |  |  |  |  |  |  |  |  |  |  |  |  |  |  |  |  |  |  |  |  |  |  |  |  |  |  |  |  |  |  |  |  |  |  |  |  |  |  |  |  |  |  |  |  |  |  |  |  |  |  |  |  |  |  |  |  |  |  |  |  |  |  |  |  |  |  |  |  |  |  |  |  |  |  |  |  |  |  |  |  |  |  |  |  |  |  |  |  |  |  |  |  |  |  |  |  |  |  |  |  |  |  |  |  |  |  |  |  |  |  |  |  |  |  |  |  |  |  |  |  |  |  |  |  |  |  |  |  |  |  |  |  |
| 36 | "Chạy đi, Agri!" "Hashire, Aguri!" (走れ、アグリ!)                                                  | 17 tháng 10 năm 2010 |  |  |  |  |  |  |  |  |  |  |  |  |  |  |  |  |  |  |  |  |  |  |  |  |  |  |  |  |  |  |  |  |  |  |  |  |  |  |  |  |  |  |  |  |  |  |  |  |  |  |  |  |  |  |  |  |  |  |  |  |  |  |  |  |  |  |  |  |  |  |  |  |  |  |  |  |  |  |  |  |  |  |  |  |  |  |  |  |  |  |  |  |  |  |  |  |  |  |  |  |  |  |  |  |  |  |  |  |  |  |  |  |  |  |  |  |  |  |  |  |  |  |  |  |  |  |  |  |  |  |  |  |  |  |  |  |  |  |  |  |  |  |  |  |  |  |  |
| Trong khi chạy bộ, Agri gặp một vận động viên chạy bộ tên là Naoto Nakamura, người mơ ước được gia nhập một nhóm điền kinh nổi tiếng có tên là Team Meteor, trước khi anh ta được gọi đi để giúp bạn bè chiến đấu với một Matroid tên là Bazaruso-LJ, người được cử đến để bắt những con người khỏe mạnh và biến họ thành những chiến binh người máy. Sau khi không ngăn được hắn, các siêu nhân Thiên sứ tiếp tục luyện tập, với Agri quyết định trải qua một chế độ luyện tập nghiêm ngặt để anh ta có thể thử sức với Team Meteor với hy vọng rằng Bazaruso-LJ sẽ bắt hắn ta và dẫn hắn đến chỗ những người bị bắt. Cuối cùng, kế hoạch của anh ta thành công và Bazaruso-LJ bắt anh ta và Naoto. Sau khi cảnh báo bạn bè của mình, Agri giải cứu Naoto và những người bị bắt khác trước khi đánh bại Matroid với sự giúp đỡ của hiệp sĩ Hộ tinh. Sau khi các siêu nhân Thiên sứ sử dụng mecha của họ để tiêu diệt Bazaruso-LJ đã phóng to, Agri biết được Naoto đã đạt được ước mơ của mình trong khi hồi phục sau quá trình luyện tập. | |                      |  |  |  |  |  |  |  |  |  |  |  |  |  |  |  |  |  |  |  |  |  |  |  |  |  |  |  |  |  |  |  |  |  |  |  |  |  |  |  |  |  |  |  |  |  |  |  |  |  |  |  |  |  |  |  |  |  |  |  |  |  |  |  |  |  |  |  |  |  |  |  |  |  |  |  |  |  |  |  |  |  |  |  |  |  |  |  |  |  |  |  |  |  |  |  |  |  |  |  |  |  |  |  |  |  |  |  |  |  |  |  |  |  |  |  |  |  |  |  |  |  |  |  |  |  |  |  |  |  |  |  |  |  |  |  |  |  |  |  |  |  |  |  |  |  |  |  |
| 37 | "Siêu nhân vàng sôi nổi" "Ekisaito Mone" (エキサイト・モネ)                                         | 17 tháng 10 năm 2010 |  |  |  |  |  |  |  |  |  |  |  |  |  |  |  |  |  |  |  |  |  |  |  |  |  |  |  |  |  |  |  |  |  |  |  |  |  |  |  |  |  |  |  |  |  |  |  |  |  |  |  |  |  |  |  |  |  |  |  |  |  |  |  |  |  |  |  |  |  |  |  |  |  |  |  |  |  |  |  |  |  |  |  |  |  |  |  |  |  |  |  |  |  |  |  |  |  |  |  |  |  |  |  |  |  |  |  |  |  |  |  |  |  |  |  |  |  |  |  |  |  |  |  |  |  |  |  |  |  |  |  |  |  |  |  |  |  |  |  |  |  |  |  |  |  |  |  |
| Đang làm việc vặt, Mone mua một thiết bị đo sức khỏe gọi là Vital Meter, đã lan truyền khắp thành phố. Tuy nhiên, sau đó cô phát hiện ra rằng nó không thể tháo rời trước khi Datas cảnh báo các siêu nhân Thiên sứ về một cuộc tấn công của Matrintis. Cùng với hiệp sĩ Hộ tinh, họ phát hiện ra một Matroid tên là Adoburute-G đang biến một số con người thành tượng để giảm sức đề kháng của con người chống lại những người tạo ra nó. Trong cuộc chiến sau đó, anh phát hiện ra Mone đang đeo một trong những chiếc đồng hồ của mình và tiết lộ rằng nó sẽ giải phóng khí hóa đá khi sự hung hăng của người đeo đạt đến mức tối ưu. Do đồng hồ của cô sắp kích hoạt một cách nguy hiểm, các siêu nhân Thiên sứ đã đánh gục Moune, rút lui và để cô lại cho Nozomu và Datas chăm sóc trong khi họ tìm kiếm Adoborute-G để bắt anh ta vô hiệu hóa đồng hồ. Trong khi cố gắng giữ bình tĩnh, Mone được truyền cảm hứng từ việc Shuichirou tham gia một cuộc thi hài để giúp bạn bè cô bằng cách duy trì trạng thái bình tĩnh để cô có thể đánh bại Adoborute-G, phục hồi nạn nhân của hắn. Sau khi các siêu nhân Thiên sứ sử dụng các cỗ máy Hộ tinh của họ để tiêu diệt Matroid được phóng to, Mone an ủi Shuichirou sau khi anh thua cuộc thi. | |                      |  |  |  |  |  |  |  |  |  |  |  |  |  |  |  |  |  |  |  |  |  |  |  |  |  |  |  |  |  |  |  |  |  |  |  |  |  |  |  |  |  |  |  |  |  |  |  |  |  |  |  |  |  |  |  |  |  |  |  |  |  |  |  |  |  |  |  |  |  |  |  |  |  |  |  |  |  |  |  |  |  |  |  |  |  |  |  |  |  |  |  |  |  |  |  |  |  |  |  |  |  |  |  |  |  |  |  |  |  |  |  |  |  |  |  |  |  |  |  |  |  |  |  |  |  |  |  |  |  |  |  |  |  |  |  |  |  |  |  |  |  |  |  |  |  |  |  |
| 38 | "Alice đối đầu hiệp sĩ Thiên sứ" "Arisu Bāsasu Gosei Naito" (アリスVSゴセイナイト)                  | 7 tháng 11 năm 2010  |  |  |  |  |  |  |  |  |  |  |  |  |  |  |  |  |  |  |  |  |  |  |  |  |  |  |  |  |  |  |  |  |  |  |  |  |  |  |  |  |  |  |  |  |  |  |  |  |  |  |  |  |  |  |  |  |  |  |  |  |  |  |  |  |  |  |  |  |  |  |  |  |  |  |  |  |  |  |  |  |  |  |  |  |  |  |  |  |  |  |  |  |  |  |  |  |  |  |  |  |  |  |  |  |  |  |  |  |  |  |  |  |  |  |  |  |  |  |  |  |  |  |  |  |  |  |  |  |  |  |  |  |  |  |  |  |  |  |  |  |  |  |  |  |  |  |  |
| Trong khi Robogorg vật lộn để hiểu cách các siêu nhân Thiên sứ đang phá hủy Matroids của mình, Metal Alice đề nghị đích thân giám sát nhiệm vụ tiếp theo. Trong khi đó, Hyde giúp Hiệp sĩ Hộ tinh hiểu rõ hơn về nhân loại trong khi Nozomu vui mừng khi biết mẹ mình, Yuko, đang trở về nhà sau giờ làm việc cho đến khi anh và Shuichiro biết Metal Alice đang tấn công hệ thống đường sắt, làm chậm chuyến tàu của Yuko. Các siêu nhân Thiên sứ chiến đấu với Metal Alice cho đến khi cô đột nhiên rút lui. Hiệp sĩ Hộ tinh sau đó biết được Matroid đã đặt một quả bom trên cây cầu mà chuyến tàu của Yuko phải đi qua, các siêu nhân Thiên sứ giao chiến lại với Metal Alice. Nhưng cô vẫn cho nổ quả bom. Không nản lòng, các siêu nhân Thiên sứ triệu hồi cỗ máy Gosei Wonder để tạo thành một cây cầu tạm thời. Metal Alice tức giận phóng to bản thân nhưng bị mecha đó tiêu diệt. Sau đó, Hiệp sĩ Hộ tinh quan sát cuộc đoàn tụ gia đình Amachi trong khi Robogorg xây dựng lại Metal Alice và cài đặt một "Quả bom trừng phạt" bên trong cô để đảm bảo cô không làm anh thất vọng lần nữa. | |                      |  |  |  |  |  |  |  |  |  |  |  |  |  |  |  |  |  |  |  |  |  |  |  |  |  |  |  |  |  |  |  |  |  |  |  |  |  |  |  |  |  |  |  |  |  |  |  |  |  |  |  |  |  |  |  |  |  |  |  |  |  |  |  |  |  |  |  |  |  |  |  |  |  |  |  |  |  |  |  |  |  |  |  |  |  |  |  |  |  |  |  |  |  |  |  |  |  |  |  |  |  |  |  |  |  |  |  |  |  |  |  |  |  |  |  |  |  |  |  |  |  |  |  |  |  |  |  |  |  |  |  |  |  |  |  |  |  |  |  |  |  |  |  |  |  |  |  |
| 39 | "Ngược dòng thời gian" "Epikku Zero" (エピック･ゼロ)                                                | 14 tháng 11 năm 2010 |  |  |  |  |  |  |  |  |  |  |  |  |  |  |  |  |  |  |  |  |  |  |  |  |  |  |  |  |  |  |  |  |  |  |  |  |  |  |  |  |  |  |  |  |  |  |  |  |  |  |  |  |  |  |  |  |  |  |  |  |  |  |  |  |  |  |  |  |  |  |  |  |  |  |  |  |  |  |  |  |  |  |  |  |  |  |  |  |  |  |  |  |  |  |  |  |  |  |  |  |  |  |  |  |  |  |  |  |  |  |  |  |  |  |  |  |  |  |  |  |  |  |  |  |  |  |  |  |  |  |  |  |  |  |  |  |  |  |  |  |  |  |  |  |  |  |  |
| Eri và Moune tự hỏi Nozomu muốn trở thành gì khi lớn lên, khiến họ thảo luận về ước mơ thời thơ ấu của mình với những người khác cho đến khi họ nhận ra Alata đã mất tích. Eri và Nozomu sau đó thấy anh ấy đang giúp đỡ những người dân thường cho đến khi Datas cảnh báo các siêu nhân Thiên sứ về một cuộc tấn công khác của Matrintis. Họ sớm đối mặt với một Matroid tên là Bakutofuji-ER, người tạm thời chế ngự họ bằng khả năng tua lại thời gian trước khi Metal Alice đến để thông báo về việc tạo ra thành viên mới của Matrintis, Buredoran, người mà Robogorg đã hồi sinh thành người máy Buredo-RUN trước khi xóa ký ức của anh ta ngoại trừ tên và lòng căm thù đối với các siêu nhân Thiên sứ. Bất chấp sự kiện này, họ đã chiến đấu thành công cho đến khi Metal Alice phóng to Bakutofuji-ER để bảo vệ Buredo-RUN. Tuy nhiên, khi các chiến binh Gosei sử dụng mecha của họ, Buredo-RUN đã bí mật sử dụng năng lượng của những người chiến đấu để đưa Alata trở lại thời điểm trước khi Warstar phá hủy Tháp Thiên đường. Khi anh nhận ra chuyện gì đã xảy ra, Đế chế Matrintis đã áp đảo các siêu nhân Thiên sứ còn lại cho đến khi Buredo-RUN trục trặc, buộc Metal Alice phải đưa anh trở lại Robogorg. | |                      |  |  |  |  |  |  |  |  |  |  |  |  |  |  |  |  |  |  |  |  |  |  |  |  |  |  |  |  |  |  |  |  |  |  |  |  |  |  |  |  |  |  |  |  |  |  |  |  |  |  |  |  |  |  |  |  |  |  |  |  |  |  |  |  |  |  |  |  |  |  |  |  |  |  |  |  |  |  |  |  |  |  |  |  |  |  |  |  |  |  |  |  |  |  |  |  |  |  |  |  |  |  |  |  |  |  |  |  |  |  |  |  |  |  |  |  |  |  |  |  |  |  |  |  |  |  |  |  |  |  |  |  |  |  |  |  |  |  |  |  |  |  |  |  |  |  |  |
| 40 | "Alata dũng mãnh" "Sutorongu Arata" (ストロング・アラタ)                                            | 21 tháng 11 năm 2010 |  |  |  |  |  |  |  |  |  |  |  |  |  |  |  |  |  |  |  |  |  |  |  |  |  |  |  |  |  |  |  |  |  |  |  |  |  |  |  |  |  |  |  |  |  |  |  |  |  |  |  |  |  |  |  |  |  |  |  |  |  |  |  |  |  |  |  |  |  |  |  |  |  |  |  |  |  |  |  |  |  |  |  |  |  |  |  |  |  |  |  |  |  |  |  |  |  |  |  |  |  |  |  |  |  |  |  |  |  |  |  |  |  |  |  |  |  |  |  |  |  |  |  |  |  |  |  |  |  |  |  |  |  |  |  |  |  |  |  |  |  |  |  |  |  |  |  |
| Trong khi hồi phục sau cuộc tấn công mới nhất của Đế chế Matrintis, Nozomu và Datas tiết lộ với các siêu nhân Thiên sứ rằng Alata vẫn còn sống, mặc dù bị mắc kẹt trong quá khứ, trước khi họ buộc phải chiến đấu với Robogorg, kẻ có ý định thu thập thêm dữ liệu về họ. Trong khi đó, Alata cố gắng tập hợp các siêu nhân Thiên sứ sớm để cứu Tháp Thiên Đường, nhưng lại gặp rắc rối với Hyde và anh chị em nhà Landick. Tệ hơn nữa, anh biết được Bakutofuji-ER cũng đã được gửi ngược thời gian và đã trở lại kích thước bình thường. Với sự giúp đỡ từ những người bạn siêu nhân Thiên sứ, cuối cùng Alata đã thành công trong việc gửi chính mình và Bakutofuji-ER trở lại hiện tại, xuất hiện trong cuộc chiến của các siêu nhân Thiên sứ với Robogorg. Hài lòng với dữ liệu mình thu thập được, hoàng đế để lại cấp dưới của mình để tiếp tục cuộc chiến, mặc dù các siêu nhân Thiên sứ đã tiêu diệt Bakutofuji-ER và đẩy lùi Metal Alice và Buredo-RUN. Sau đó, Nozomu biết được ước mơ thời thơ ấu của Alata là bảo vệ thế giới. | |                      |  |  |  |  |  |  |  |  |  |  |  |  |  |  |  |  |  |  |  |  |  |  |  |  |  |  |  |  |  |  |  |  |  |  |  |  |  |  |  |  |  |  |  |  |  |  |  |  |  |  |  |  |  |  |  |  |  |  |  |  |  |  |  |  |  |  |  |  |  |  |  |  |  |  |  |  |  |  |  |  |  |  |  |  |  |  |  |  |  |  |  |  |  |  |  |  |  |  |  |  |  |  |  |  |  |  |  |  |  |  |  |  |  |  |  |  |  |  |  |  |  |  |  |  |  |  |  |  |  |  |  |  |  |  |  |  |  |  |  |  |  |  |  |  |  |  |  |
| 41 | "Mối dây liên kết tình bạn" "Bakuhatsu! Nakama no Kizuna" (爆発!仲間の絆)                           | 28 tháng 11 năm 2010 |  |  |  |  |  |  |  |  |  |  |  |  |  |  |  |  |  |  |  |  |  |  |  |  |  |  |  |  |  |  |  |  |  |  |  |  |  |  |  |  |  |  |  |  |  |  |  |  |  |  |  |  |  |  |  |  |  |  |  |  |  |  |  |  |  |  |  |  |  |  |  |  |  |  |  |  |  |  |  |  |  |  |  |  |  |  |  |  |  |  |  |  |  |  |  |  |  |  |  |  |  |  |  |  |  |  |  |  |  |  |  |  |  |  |  |  |  |  |  |  |  |  |  |  |  |  |  |  |  |  |  |  |  |  |  |  |  |  |  |  |  |  |  |  |  |  |  |
| Khi các Siêu nhân Thiên sứ lo lắng về sự trở lại của Buredoran, Alata đảm bảo với họ rằng họ sẽ chiến thắng trước khi Datas cảnh báo họ về sự hiện diện của Metal Alice. Khi đối đầu với cô ấy, cô ấy triển khai một Matroid có vẻ bị lỗi gọi là Ain-I để bảo vệ cô ấy khỏi các cuộc tấn công của họ trước khi rút lui. Thương hại anh ấy, Eri nhận nuôi Matroid, đổi tên anh ấy thành "Koro" và dạy anh ấy về tình bạn cho đến khi Hyde và Agri biết được một quả bom đã được cài vào anh ấy. Metal Alice sớm quay lại để tiết lộ mục đích thực sự của Ain-I là nghiên cứu tình bạn trước khi xóa trí nhớ của anh ấy và kích hoạt chế độ chiến đấu của anh ấy để khiến anh ấy chiến đấu với các Siêu nhân Thiên sứ. Eri miễn cưỡng vô hiệu hóa Matroid, nhưng Metal Alice phóng to anh ấy và kích hoạt quả bom của anh ấy. Eri triệu hồi Gosei Ultimate để đưa Ain-I vào không gian, có ý định hy sinh bản thân, nhưng Ain-I đã kích hoạt lại và đẩy cô ấy ra vào giây cuối cùng trước khi phát nổ. Lúc các Siêu nhân Thiên sứ thương tiếc Koro, Robogorg tra tấn Metal Alice vì đã tự mình hành động. | |                      |  |  |  |  |  |  |  |  |  |  |  |  |  |  |  |  |  |  |  |  |  |  |  |  |  |  |  |  |  |  |  |  |  |  |  |  |  |  |  |  |  |  |  |  |  |  |  |  |  |  |  |  |  |  |  |  |  |  |  |  |  |  |  |  |  |  |  |  |  |  |  |  |  |  |  |  |  |  |  |  |  |  |  |  |  |  |  |  |  |  |  |  |  |  |  |  |  |  |  |  |  |  |  |  |  |  |  |  |  |  |  |  |  |  |  |  |  |  |  |  |  |  |  |  |  |  |  |  |  |  |  |  |  |  |  |  |  |  |  |  |  |  |  |  |  |  |  |
| 42 | "Hyde cuồng nhiệt" "Jōnetsu Teki Haido" (情熱的ハイド)                                              | 5 tháng 12 năm 2010  |  |  |  |  |  |  |  |  |  |  |  |  |  |  |  |  |  |  |  |  |  |  |  |  |  |  |  |  |  |  |  |  |  |  |  |  |  |  |  |  |  |  |  |  |  |  |  |  |  |  |  |  |  |  |  |  |  |  |  |  |  |  |  |  |  |  |  |  |  |  |  |  |  |  |  |  |  |  |  |  |  |  |  |  |  |  |  |  |  |  |  |  |  |  |  |  |  |  |  |  |  |  |  |  |  |  |  |  |  |  |  |  |  |  |  |  |  |  |  |  |  |  |  |  |  |  |  |  |  |  |  |  |  |  |  |  |  |  |  |  |  |  |  |  |  |  |  |
| Sau những gì đã xảy ra với Koro, Hyde và Datas cố gắng tiến hành nghiên cứu sâu hơn về Đế chế Matrintis. Tuy nhiên, giữa lúc này, Moune tức giận vì Hyde gọi Datas là một cỗ máy trước khi các Siêu nhân Thiên sứ được cảnh báo về một cuộc tấn công khác của Matrintis. Nhóm sớm biết rằng Metal Alice và Buredo-RUN có ý định bắn một tên lửa vào Trung tâm Hội nghị Quốc tế trừ khi họ có được Datas. Các Siêu nhân Thiên sứ và Datas miễn cưỡng tuân thủ, nhưng Buredo-RUN bắn tên lửa đi, buộc các Siêu nhân Thiên sứ phải phá hủy nó trong khi hắn và Metal Alice trốn thoát cùng Datas. Trong khi tập hợp lại, Hyde sốt sắng làm việc để theo dõi hắn. Cuối cùng, hắn xác định được chữ ký năng lượng của Datas, nhưng khi các Siêu nhân Thiên sứ đi giải cứu hắn, thay vào đó họ lại tìm thấy một Matroid tên là Saroge-DT, người tiết lộ rằng anh ta đã được thiết kế ngược từ Datas và cung cấp thông tin về họ trước khi áp đảo họ. Sau khi xác định vị trí và giải cứu Datas, Hyde sử dụng sức mạnh ảo ảnh của mình để đánh lừa các cảm biến của Saroge-DT, cho phép Datas và các Siêu nhân Thiên sứ đánh bại hắn ta. Sau khi phá hủy Matroid được phóng to, Datas than thở về việc mất các tập tin bộ nhớ của mình trên căn cứ Matrintis. | |                      |  |  |  |  |  |  |  |  |  |  |  |  |  |  |  |  |  |  |  |  |  |  |  |  |  |  |  |  |  |  |  |  |  |  |  |  |  |  |  |  |  |  |  |  |  |  |  |  |  |  |  |  |  |  |  |  |  |  |  |  |  |  |  |  |  |  |  |  |  |  |  |  |  |  |  |  |  |  |  |  |  |  |  |  |  |  |  |  |  |  |  |  |  |  |  |  |  |  |  |  |  |  |  |  |  |  |  |  |  |  |  |  |  |  |  |  |  |  |  |  |  |  |  |  |  |  |  |  |  |  |  |  |  |  |  |  |  |  |  |  |  |  |  |  |  |  |  |
| 43 | "Cuộc tổng tấn công của Đế quốc" "Teikoku Sōkōgeki" (帝国総攻撃)                                    | 12 tháng 12 năm 2010 |  |  |  |  |  |  |  |  |  |  |  |  |  |  |  |  |  |  |  |  |  |  |  |  |  |  |  |  |  |  |  |  |  |  |  |  |  |  |  |  |  |  |  |  |  |  |  |  |  |  |  |  |  |  |  |  |  |  |  |  |  |  |  |  |  |  |  |  |  |  |  |  |  |  |  |  |  |  |  |  |  |  |  |  |  |  |  |  |  |  |  |  |  |  |  |  |  |  |  |  |  |  |  |  |  |  |  |  |  |  |  |  |  |  |  |  |  |  |  |  |  |  |  |  |  |  |  |  |  |  |  |  |  |  |  |  |  |  |  |  |  |  |  |  |  |  |  |
| Sau khi phân tích dữ liệu thu thập được về các Siêu nhân Thiên sứ, Robogorg chuẩn bị một cuộc tấn công toàn diện với Buredo-RUN, nhưng lại gạt Metal Alice ra, cảm thấy rằng cô đã hoàn thành mục đích của mình. Sau đó, hắn chiếm đoạt thông tin liên lạc của đất nước để tuyên chiến với các Siêu nhân Thiên sứ và nhân loại. Đáp lại, các các Siêu nhân Thiên sứ cũng chuẩn bị. Ngày hôm sau, Robogorg cử một đội quân Matroid đến để làm suy yếu các Siêu nhân Thiên sứ trước khi triển khai Buredo-RUN để vô hiệu hóa sức mạnh của họ. Hoàng đế sớm đến, tiết lộ rằng ông đã sử dụng ký ức của Buredoran như một phần trong âm mưu của mình. Khi chế ngự họ, Hiệp sĩ Hộ tinh phát hiện ra rằng mình vẫn còn một số sức mạnh và sử dụng nó để khôi phục lại sức mạnh của Goseigers trước khi tắt máy. Được tiếp thêm sinh lực, họ sử dụng các hình dạng siêu phàm của mình để đối mặt với Robogorg. | |                      |  |  |  |  |  |  |  |  |  |  |  |  |  |  |  |  |  |  |  |  |  |  |  |  |  |  |  |  |  |  |  |  |  |  |  |  |  |  |  |  |  |  |  |  |  |  |  |  |  |  |  |  |  |  |  |  |  |  |  |  |  |  |  |  |  |  |  |  |  |  |  |  |  |  |  |  |  |  |  |  |  |  |  |  |  |  |  |  |  |  |  |  |  |  |  |  |  |  |  |  |  |  |  |  |  |  |  |  |  |  |  |  |  |  |  |  |  |  |  |  |  |  |  |  |  |  |  |  |  |  |  |  |  |  |  |  |  |  |  |  |  |  |  |  |  |  |  |
| 44 | "Trận quyết chiến cuối cùng" "Kyūkyoku no Saishū Kessen" (究極の最終決戦)                           | 19 tháng 12 năm 2010 |  |  |  |  |  |  |  |  |  |  |  |  |  |  |  |  |  |  |  |  |  |  |  |  |  |  |  |  |  |  |  |  |  |  |  |  |  |  |  |  |  |  |  |  |  |  |  |  |  |  |  |  |  |  |  |  |  |  |  |  |  |  |  |  |  |  |  |  |  |  |  |  |  |  |  |  |  |  |  |  |  |  |  |  |  |  |  |  |  |  |  |  |  |  |  |  |  |  |  |  |  |  |  |  |  |  |  |  |  |  |  |  |  |  |  |  |  |  |  |  |  |  |  |  |  |  |  |  |  |  |  |  |  |  |  |  |  |  |  |  |  |  |  |  |  |  |  |
| Các Siêu nhân Thiên sứ gửi Hiệp sĩ Hộ tinh về nhà để sửa chữa trước khi chiến đấu với Robogorg và Buredo-RUN. Robogorg cố gắng sử dụng Buredo-RUN làm kẻ đánh bom liều chết, nhưng Metal Alice đến và thuyết phục người tạo ra cô sử dụng cô thay thế. Tuy nhiên, cô không giết được Alata trước khi Quả bom trừng phạt của cô phát nổ, khiến cô bị thương nặng. Ghê tởm sự vô cảm của Robogorg về điều này và lý tưởng của hắn, các siêu nhân Thiên sứ kết hợp vũ khí của họ với vũ khí của Hiệp sĩ Hộ tinh để đánh bại hắn. Sau khi Robogorg tự phóng to mình, Alata cho hắn một cơ hội để dừng lại, nhưng hoàng đế từ chối và kích hoạt chức năng tự hủy của mình, có ý định đưa các siêu nhân Thiên sứ và Trái đất đi cùng. Tuy nhiên, một Hiệp sĩ Hộ tinh được sửa chữa một phần đã đến để giúp các siêu nhân Thiên sứ sử dụng cỗ máy của họ để phá hủy cơ thể của Robogorg trước đó. Mặc dù họ phát hiện ra đầu của hoàng đế vẫn còn hoạt động và hắn đã ra lệnh cho Buredo-RUN xây dựng lại hắn, Buredo-RUN đã phản bội hắn, tiết lộ rằng Metal Alice đã khôi phục lại ký ức của hắn trước cuộc chiến và hắn cố tình để lại sức mạnh của mình cho Hiệp sĩ Hộ tinh. Hoàng đế nhận ra danh tính thực sự của Buredo-RUN, nhưng sau đó đã tiêu diệt anh ta trước khi anh ta có thể tiết lộ điều đó. Sau khi tiêu diệt Metal Alice, anh ta rời đi, hứa với các siêu nhân Thiên sứ rằng họ sẽ gặp lại nhau. | |                      |  |  |  |  |  |  |  |  |  |  |  |  |  |  |  |  |  |  |  |  |  |  |  |  |  |  |  |  |  |  |  |  |  |  |  |  |  |  |  |  |  |  |  |  |  |  |  |  |  |  |  |  |  |  |  |  |  |  |  |  |  |  |  |  |  |  |  |  |  |  |  |  |  |  |  |  |  |  |  |  |  |  |  |  |  |  |  |  |  |  |  |  |  |  |  |  |  |  |  |  |  |  |  |  |  |  |  |  |  |  |  |  |  |  |  |  |  |  |  |  |  |  |  |  |  |  |  |  |  |  |  |  |  |  |  |  |  |  |  |  |  |  |  |  |  |  |  |
| 45 | "Vị cứu tinh ra đời" "Kyūseishu, Tanjō" (救星主、誕生)                                              | 26 tháng 12 năm 2010 |  |  |  |  |  |  |  |  |  |  |  |  |  |  |  |  |  |  |  |  |  |  |  |  |  |  |  |  |  |  |  |  |  |  |  |  |  |  |  |  |  |  |  |  |  |  |  |  |  |  |  |  |  |  |  |  |  |  |  |  |  |  |  |  |  |  |  |  |  |  |  |  |  |  |  |  |  |  |  |  |  |  |  |  |  |  |  |  |  |  |  |  |  |  |  |  |  |  |  |  |  |  |  |  |  |  |  |  |  |  |  |  |  |  |  |  |  |  |  |  |  |  |  |  |  |  |  |  |  |  |  |  |  |  |  |  |  |  |  |  |  |  |  |  |  |  |  |
| Khi các siêu nhân Thiên sứ chuẩn bị đón năm mới, Alata triệu tập một cuộc họp để xem xét lại mọi thứ họ biết về Buredoran. Bắt đầu với cách anh ta có thể vô hiệu hóa sức mạnh của họ trong giai đoạn cuối của Robogorg, Nozomu nhắc họ về thời gian Buredoran ở với U ma vương trong khi Hiệp sĩ Hộ tinh nói thêm về cách anh ta biết và cố gắng kiểm soát Abare Headder. Sau đó, các siêu nhân Thiên sứ đưa ra giả thiết rằng Buredoran đã giải thoát Makuin và Kinggon trước khi nhớ lại rằng anh ta cũng đã làm việc với Warstar và đặt câu hỏi tại sao một U ma vương lại du hành vào không gian. Khiến những người khác lo lắng, Alata nhận ra Buredoran có thể không phải là Yuumajuu. Đột nhiên, Master Head xuất hiện, đã chiếm hữu Shuichirou sau khi kết thúc ở một chiều không gian khác sau trận chiến cuối cùng của các siêu nhân Thiên sứ với U ma vương, để tiết lộ rằng một Thiên thần Hộ tinh cổ đại có sức mạnh đáng kể đã phong ấn các thủ lĩnh Yuumajuu, điều này khiến Hiệp sĩgặp rắc rối. Trong khi đó, Buredo-RUN chiếm căn cứ của Robogorg và sử dụng dữ liệu của anh ta để xem xét các siêu nhân Thiên sứ. Sau khi cân nhắc tất cả những gì anh ta lấy được từ Đế chế Matrintis, U ma vương và Warstar, anh ta quyết định đối đầu với họ. Trong trận chiến sau đó, anh ta chống lại sức mạnh của họ một lần nữa trước khi tiết lộ mình là một Thiên thần Hộ tinh sa ngã tên là Brajira. | |                      |  |  |  |  |  |  |  |  |  |  |  |  |  |  |  |  |  |  |  |  |  |  |  |  |  |  |  |  |  |  |  |  |  |  |  |  |  |  |  |  |  |  |  |  |  |  |  |  |  |  |  |  |  |  |  |  |  |  |  |  |  |  |  |  |  |  |  |  |  |  |  |  |  |  |  |  |  |  |  |  |  |  |  |  |  |  |  |  |  |  |  |  |  |  |  |  |  |  |  |  |  |  |  |  |  |  |  |  |  |  |  |  |  |  |  |  |  |  |  |  |  |  |  |  |  |  |  |  |  |  |  |  |  |  |  |  |  |  |  |  |  |  |  |  |  |  |  |
| 46 | "Bị tấn công" "Nerawareta Gosei Naito" (狙われたゴセイナイト)                                       | 9 tháng 1 năm 2011   |  |  |  |  |  |  |  |  |  |  |  |  |  |  |  |  |  |  |  |  |  |  |  |  |  |  |  |  |  |  |  |  |  |  |  |  |  |  |  |  |  |  |  |  |  |  |  |  |  |  |  |  |  |  |  |  |  |  |  |  |  |  |  |  |  |  |  |  |  |  |  |  |  |  |  |  |  |  |  |  |  |  |  |  |  |  |  |  |  |  |  |  |  |  |  |  |  |  |  |  |  |  |  |  |  |  |  |  |  |  |  |  |  |  |  |  |  |  |  |  |  |  |  |  |  |  |  |  |  |  |  |  |  |  |  |  |  |  |  |  |  |  |  |  |  |  |  |
| Sau khi Brajira tiết lộ, Alata yêu cầu biết động cơ của anh ta. Người trước giải thích rằng anh ta muốn phá hủy và tái tạo Trái đất theo hình ảnh của mình vì Hộ tinh giới đã không cứu được hành tinh này khỏi chính nó. Sau đó, y tiết lộ rằng hàng thiên niên kỷ trước, y đã phong ấn các thủ lĩnh U ma vương và trước đó đã chỉ huy Groundion trước khi những người đồng đội cũ của y bức hại y và y đã sử dụng một kỹ thuật Hộ tinh giới không hoàn hảo để du hành đến hiện tại, khiến y bị đột biến. Tuy nhiên, y đã tham gia cùng những kẻ thù khác nhau của các siêu nhân Thiên sứ để thao túng họ ngăn chặn Hộ tinh giới can thiệp vào "Kế hoạch cứu rỗi Trái đất" của mình, sử dụng sức mạnh của mình để có những hình dạng phù hợp trong suốt quá trình. Sau đó, anh ta triệu hồi một con quái vật "Dark Headder" nhiều đầu tên là Namono-Gatari để chiến đấu với các siêu nhân Thiên sứ trong khi anh ta bắt cóc Gosei Knight. Trong khi tập hợp lại, Master Head cảnh báo các siêu nhân Thiên sứ rằng Gosei Knight đang hấp hối sau khi trao phần lớn sức mạnh của mình cho họ và Brajira có ý định sử dụng phần còn lại của nó. Sau khi xem lại cuộc chiến với Namono-Gatari, anh em nhà Landick tái chiến với quái vật và làm suy yếu nó trước khi cùng bạn bè giết Namono-Gatari đã được phóng to. | |                      |  |  |  |  |  |  |  |  |  |  |  |  |  |  |  |  |  |  |  |  |  |  |  |  |  |  |  |  |  |  |  |  |  |  |  |  |  |  |  |  |  |  |  |  |  |  |  |  |  |  |  |  |  |  |  |  |  |  |  |  |  |  |  |  |  |  |  |  |  |  |  |  |  |  |  |  |  |  |  |  |  |  |  |  |  |  |  |  |  |  |  |  |  |  |  |  |  |  |  |  |  |  |  |  |  |  |  |  |  |  |  |  |  |  |  |  |  |  |  |  |  |  |  |  |  |  |  |  |  |  |  |  |  |  |  |  |  |  |  |  |  |  |  |  |  |  |  |
| 47 | "Chiếc bẫy" "Chikyū Kyūsei Keikaku no Wana" (地球救星計画の罠)                                      | 16 tháng 1 năm 2011  |  |  |  |  |  |  |  |  |  |  |  |  |  |  |  |  |  |  |  |  |  |  |  |  |  |  |  |  |  |  |  |  |  |  |  |  |  |  |  |  |  |  |  |  |  |  |  |  |  |  |  |  |  |  |  |  |  |  |  |  |  |  |  |  |  |  |  |  |  |  |  |  |  |  |  |  |  |  |  |  |  |  |  |  |  |  |  |  |  |  |  |  |  |  |  |  |  |  |  |  |  |  |  |  |  |  |  |  |  |  |  |  |  |  |  |  |  |  |  |  |  |  |  |  |  |  |  |  |  |  |  |  |  |  |  |  |  |  |  |  |  |  |  |  |  |  |  |
| Khi các siêu nhân Thiên sứ xem xét lại cuộc chiến của họ với Brajira, Nozomu lo sợ rằng Hiệp sĩ Hộ tinh đã tự nguyện tham gia cùng anh ta. Sau khi Datas cảnh báo họ về sự trở lại của quái vật, nhóm đối đầu với anh ta, trong lúc đó anh ta tiết lộ thêm hai Dark Headder nữa, Bari-Boru-Dara và Lo-O-Za-Ri, và Hiệp sĩ Hộ tinh hắc ám, người mà anh ta đã làm hỏng bằng Dark Gosei Power của mình. Bất chấp mọi nỗ lực của họ, các siêu nhân Thiên sứ vẫn không thể tiếp cận được người bạn của mình trước khi nhóm của Brajira áp đảo họ và bỏ đi. Nozomu lo lắng rằng Hiệp sĩ Hộ tinh không thể cứu được nữa, nhưng Alata và Hyde tin vào điều ngược lại. Khi được cảnh báo về sự trở lại của nhóm Brajira, các siêu nhân Thiên sứ lại chiến đấu với họ một lần nữa, trong lúc đó Nozomu đến và nghe thấy ý định của Brajira là để các siêu nhân Thiên sứ giành chiến thắng. Cậu bé cố gắng cảnh báo họ, nhưng Brajira làm cậu bị thương, tiết lộ rằng anh ta đã giết các đồng minh thiên thần Hộ tinh của mình và đánh cắp sức mạnh của họ để phong ấn các thủ lĩnh Yuumajuu trước khi mở rộng Bari-Boru-Dara. Các siêu nhân Thiên sứ sử dụng cỗ máy của họ để giết Dark Headder, chỉ để biết rằng bản chất của hắn và Namono-Gatari đã biến đổi thành những miếng nêm nguyên tố khổng lồ và Brajira chỉ cần thêm một miếng nữa để thực hiện nghi lễ "Nega End" của hắn. | |                      |  |  |  |  |  |  |  |  |  |  |  |  |  |  |  |  |  |  |  |  |  |  |  |  |  |  |  |  |  |  |  |  |  |  |  |  |  |  |  |  |  |  |  |  |  |  |  |  |  |  |  |  |  |  |  |  |  |  |  |  |  |  |  |  |  |  |  |  |  |  |  |  |  |  |  |  |  |  |  |  |  |  |  |  |  |  |  |  |  |  |  |  |  |  |  |  |  |  |  |  |  |  |  |  |  |  |  |  |  |  |  |  |  |  |  |  |  |  |  |  |  |  |  |  |  |  |  |  |  |  |  |  |  |  |  |  |  |  |  |  |  |  |  |  |  |  |  |
| 48 | "Sức mạnh chiến đấu" "Chikyū Kyūsei Keikaku no Wana" (地球救星計画の罠)                             | 23 tháng 1 năm 2011  |  |  |  |  |  |  |  |  |  |  |  |  |  |  |  |  |  |  |  |  |  |  |  |  |  |  |  |  |  |  |  |  |  |  |  |  |  |  |  |  |  |  |  |  |  |  |  |  |  |  |  |  |  |  |  |  |  |  |  |  |  |  |  |  |  |  |  |  |  |  |  |  |  |  |  |  |  |  |  |  |  |  |  |  |  |  |  |  |  |  |  |  |  |  |  |  |  |  |  |  |  |  |  |  |  |  |  |  |  |  |  |  |  |  |  |  |  |  |  |  |  |  |  |  |  |  |  |  |  |  |  |  |  |  |  |  |  |  |  |  |  |  |  |  |  |  |  |
| Khi các siêu nhân Thiên sứ chăm sóc vết thương của Nozomu, Master Head thông báo với họ rằng nghi lễ Nega End của Brajira dựa trên một kỹ thuật bị cấm của Thế giới Hộ tinh ban đầu có mục đích khôi phục sự sống, mà Brajira đã sửa đổi để kết thúc sự sống thay vào đó. Khi biết Brajira đã trở lại, Eri ở lại với Datas để chữa lành cho Nozomu trong khi những người khác rời đi để chiến đấu với quái vật và Hiệp sĩ Hộ tinh hắc ám cho đến khi Alata ngăn cản bạn bè của mình, lo lắng rằng Brajira có ý định hy sinh Hiệp sĩ Hộ tinh hắc ám để tạo ra cái nêm cuối cùng. Khi Alata sử dụng Sức mạnh Hộ tinh của mình để thanh tẩy Hiệp sĩ Hộ tinh, những người khác được Eri và Datas tham gia chiến đấu và giết chết Lo-O-Za-Ri giờ đã to lớn hơn. Trong khi tập hợp lại, các siêu nhân Thiên sứ biết được Master Head đã nói với Shuichirou sự thật về họ trước khi nhận ra quá muộn rằng Lo-O-Za-Ri đã biến thành cái nêm cuối cùng và Brajira đã sử dụng Hiệp sĩ Hộ tinh để đánh lạc hướng. | |                      |  |  |  |  |  |  |  |  |  |  |  |  |  |  |  |  |  |  |  |  |  |  |  |  |  |  |  |  |  |  |  |  |  |  |  |  |  |  |  |  |  |  |  |  |  |  |  |  |  |  |  |  |  |  |  |  |  |  |  |  |  |  |  |  |  |  |  |  |  |  |  |  |  |  |  |  |  |  |  |  |  |  |  |  |  |  |  |  |  |  |  |  |  |  |  |  |  |  |  |  |  |  |  |  |  |  |  |  |  |  |  |  |  |  |  |  |  |  |  |  |  |  |  |  |  |  |  |  |  |  |  |  |  |  |  |  |  |  |  |  |  |  |  |  |  |  |  |
| 49 | "Chiến đấu vì tương lai" "Mirai e no Tatakai" (未来への戦い)                                        | 30 tháng 1 năm 2011  |  |  |  |  |  |  |  |  |  |  |  |  |  |  |  |  |  |  |  |  |  |  |  |  |  |  |  |  |  |  |  |  |  |  |  |  |  |  |  |  |  |  |  |  |  |  |  |  |  |  |  |  |  |  |  |  |  |  |  |  |  |  |  |  |  |  |  |  |  |  |  |  |  |  |  |  |  |  |  |  |  |  |  |  |  |  |  |  |  |  |  |  |  |  |  |  |  |  |  |  |  |  |  |  |  |  |  |  |  |  |  |  |  |  |  |  |  |  |  |  |  |  |  |  |  |  |  |  |  |  |  |  |  |  |  |  |  |  |  |  |  |  |  |  |  |  |  |
| Với cái nêm cuối cùng được dựng lên, Brajira chuẩn bị thực hiện nghi lễ Nega End. Mặc dù phải đối mặt với những vong hồn của Mons Drake, Makuin, Kinggon và Robogorg cũng như Hiệp sĩ Hộ tinh, anh ta dễ dàng đánh bại những hồn ma trước khi phá hủy căn cứ của mình để cản trở Hiệp sĩ Hộ tinh. Trong khi đó, các siêu nhân Thiên sứ lập kế hoạch ngăn chặn Brajira. Sau đó, họ giải cứu Hiệp sĩ Hộ tinh trước khi anh ta, Master Head và Shuichirou tiết lộ Brajira sẽ bắt đầu âm mưu của mình trong một lần nhật thực sắp tới. Trong khi các siêu nhân Thiên sứ đối đầu với Brajira, Hiệp sĩ Hộ tinh, Datas và Master Head sử dụng mecha của họ để ngăn chặn những cái nêm. Tuy nhiên, Brajira dễ dàng đánh bại các siêu nhân Thiên sứ. Để đáp lại, họ cố gắng hy sinh sức mạnh của mình và trao chúng cho Alata để anh ta có thể đánh bại Brajira, nhưng người trước từ chối, thay vào đó chọn sử dụng tinh thần đồng đội. | |                      |  |  |  |  |  |  |  |  |  |  |  |  |  |  |  |  |  |  |  |  |  |  |  |  |  |  |  |  |  |  |  |  |  |  |  |  |  |  |  |  |  |  |  |  |  |  |  |  |  |  |  |  |  |  |  |  |  |  |  |  |  |  |  |  |  |  |  |  |  |  |  |  |  |  |  |  |  |  |  |  |  |  |  |  |  |  |  |  |  |  |  |  |  |  |  |  |  |  |  |  |  |  |  |  |  |  |  |  |  |  |  |  |  |  |  |  |  |  |  |  |  |  |  |  |  |  |  |  |  |  |  |  |  |  |  |  |  |  |  |  |  |  |  |  |  |  |  |
| Cuối | "Sứ mệnh của Thiên sứ" "Hoshi wo Mamoru wa Tenshi no Shimei" (地球を護るは天使の使命)               | 6 tháng 2 năm 2011   |  |  |  |  |  |  |  |  |  |  |  |  |  |  |  |  |  |  |  |  |  |  |  |  |  |  |  |  |  |  |  |  |  |  |  |  |  |  |  |  |  |  |  |  |  |  |  |  |  |  |  |  |  |  |  |  |  |  |  |  |  |  |  |  |  |  |  |  |  |  |  |  |  |  |  |  |  |  |  |  |  |  |  |  |  |  |  |  |  |  |  |  |  |  |  |  |  |  |  |  |  |  |  |  |  |  |  |  |  |  |  |  |  |  |  |  |  |  |  |  |  |  |  |  |  |  |  |  |  |  |  |  |  |  |  |  |  |  |  |  |  |  |  |  |  |  |  |
| Quyết tâm ngăn chặn hắn, các siêu nhân Thiên sứ tiếp tục cuộc chiến với Brajira khi nhật thực đạt đến đỉnh điểm. Không nao núng, hắn tự phóng đại bản thân, nhưng họ sử dụng mecha của mình để đánh bại hắn khi nhật thực trôi qua. Trở lại kích thước bình thường, hắn tiết lộ rằng mình là vật hiến tế cuối cùng cần thiết để hoàn thành nghi lễ Nega End trước khi chết. Khi sức mạnh Hộ tinh hắc ám của hắn kích hoạt các nêm và chế ngự nhóm của Master Head, các siêu nhân Thiên sứ giải phóng toàn bộ tiềm năng sức mạnh của mình và sử dụng nó để đồng thời ngăn chặn nghi lễ Nega End và khôi phục lại Heaven's Tower. Bây giờ họ đã trở thành Thiên thần Hộ tinh chính thức, Master Head nói với các siêu nhân Thiên sứ rằng cuối cùng họ cũng có thể trở về nhà, mặc dù họ quyết định ở lại Trái đất thêm một thời gian nữa để xem nhiều hơn những gì hành tinh này mang lại và sống theo ước mơ của mình. Sau khi Master Head chấp nhận, các siêu nhân Thiên sứ tạm biệt Amachis và đi theo những con đường riêng của họ trong khi Hiệp sĩ Hộ tinh đi vào trạng thái ngủ đông để khôi phục lại toàn bộ sức mạnh của mình. | |                      |  |  |  |  |  |  |  |  |  |  |  |  |  |  |  |  |  |  |  |  |  |  |  |  |  |  |  |  |  |  |  |  |  |  |  |  |  |  |  |  |  |  |  |  |  |  |  |  |  |  |  |  |  |  |  |  |  |  |  |  |  |  |  |  |  |  |  |  |  |  |  |  |  |  |  |  |  |  |  |  |  |  |  |  |  |  |  |  |  |  |  |  |  |  |  |  |  |  |  |  |  |  |  |  |  |  |  |  |  |  |  |  |  |  |  |  |  |  |  |  |  |  |  |  |  |  |  |  |  |  |  |  |  |  |  |  |  |  |  |  |  |  |  |  |  |  |  |